# Café
Pour les articles homonymes, voir café (homonymie) et kawa.

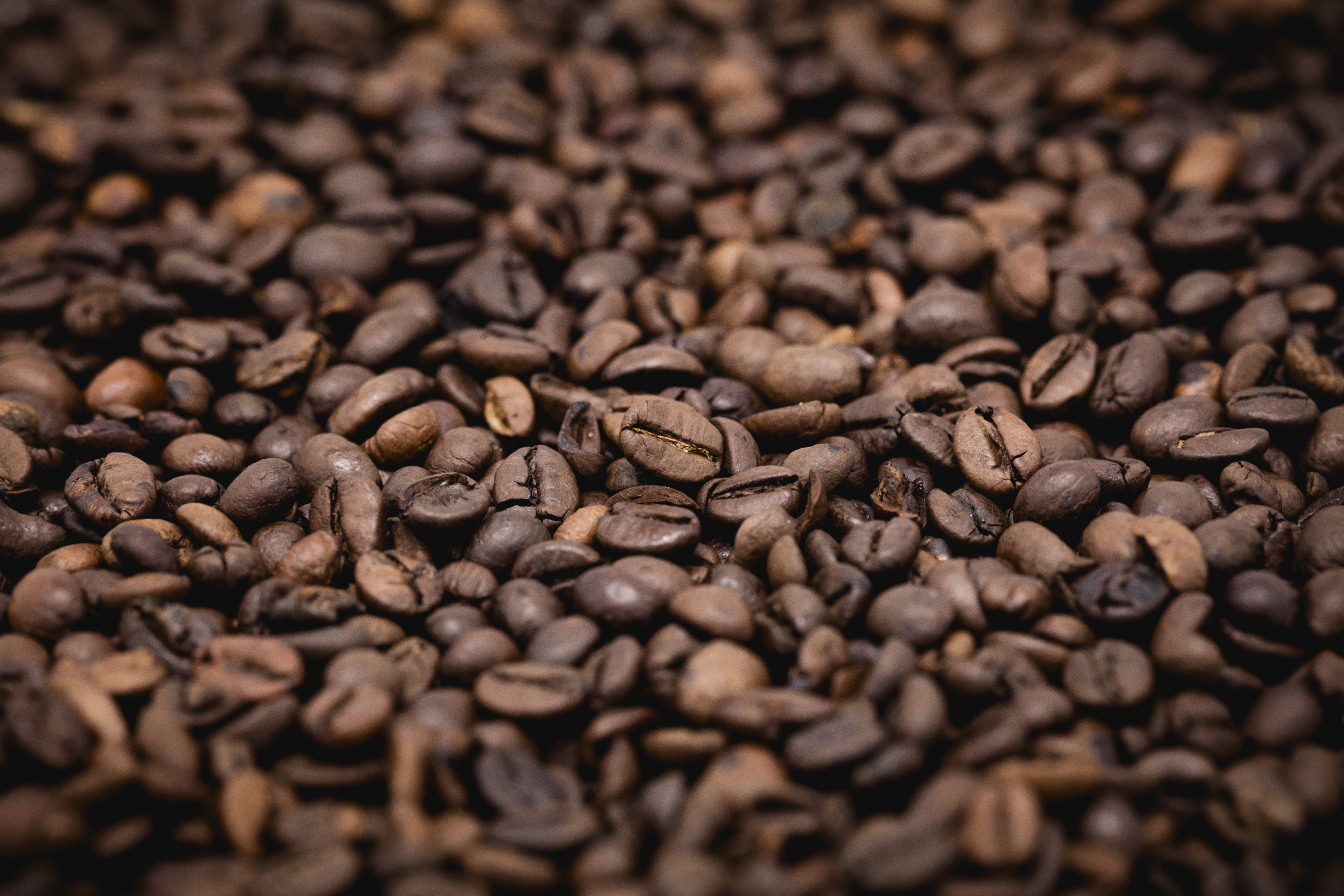
Grains de café torréfiés.

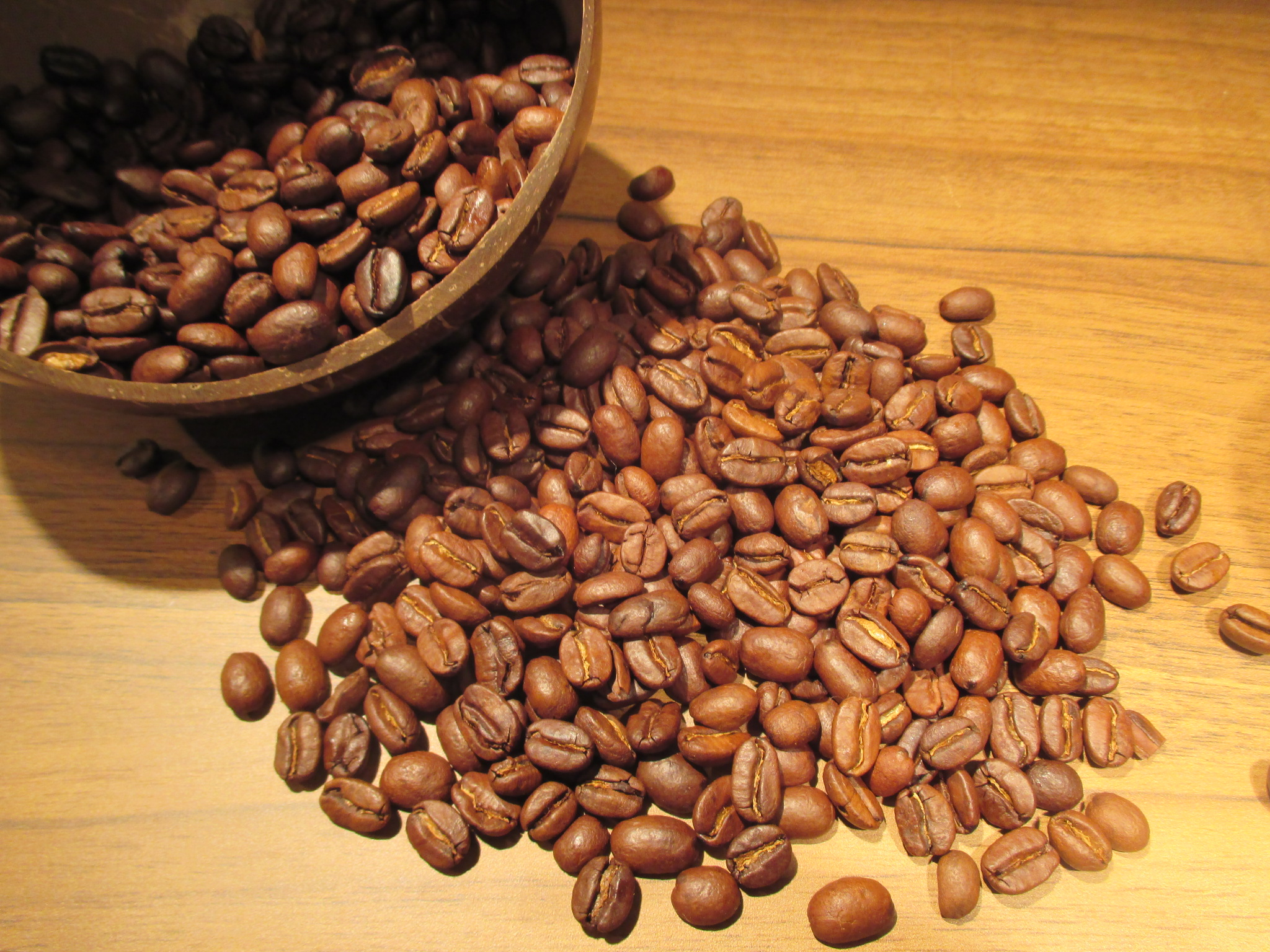
Grains de café.

Le café est une boisson énergisante psychotrope stimulante, obtenue à partir des graines torréfiées de diverses variétés de l'arbuste caféier, du genre Coffea. Il fait partie des trois principales boissons contenant de la caféine les plus consommées dans le monde, avec le thé et le maté.
La culture du café est très développée dans de nombreux pays à climat tropical d'Amérique, d'Afrique et d'Asie, dans des plantations qui sont cultivées pour les marchés d'exportation du commerce international. Il représente souvent une contribution majeure pour l'économie des pays producteurs (économie du café).

## Botanique: caféiers

Structure du fruit et de la graine du caféier
1 : sillon central ; 2 : grain de café (endosperme) ; 3 : peau du grain (tégument ou baugue) ; 4 : parchemin (endocarpe) ; 5 : couche de pectine ; 6 : pulpe (mésocarpe) ; 7 : peau du fruit (exocarpe).

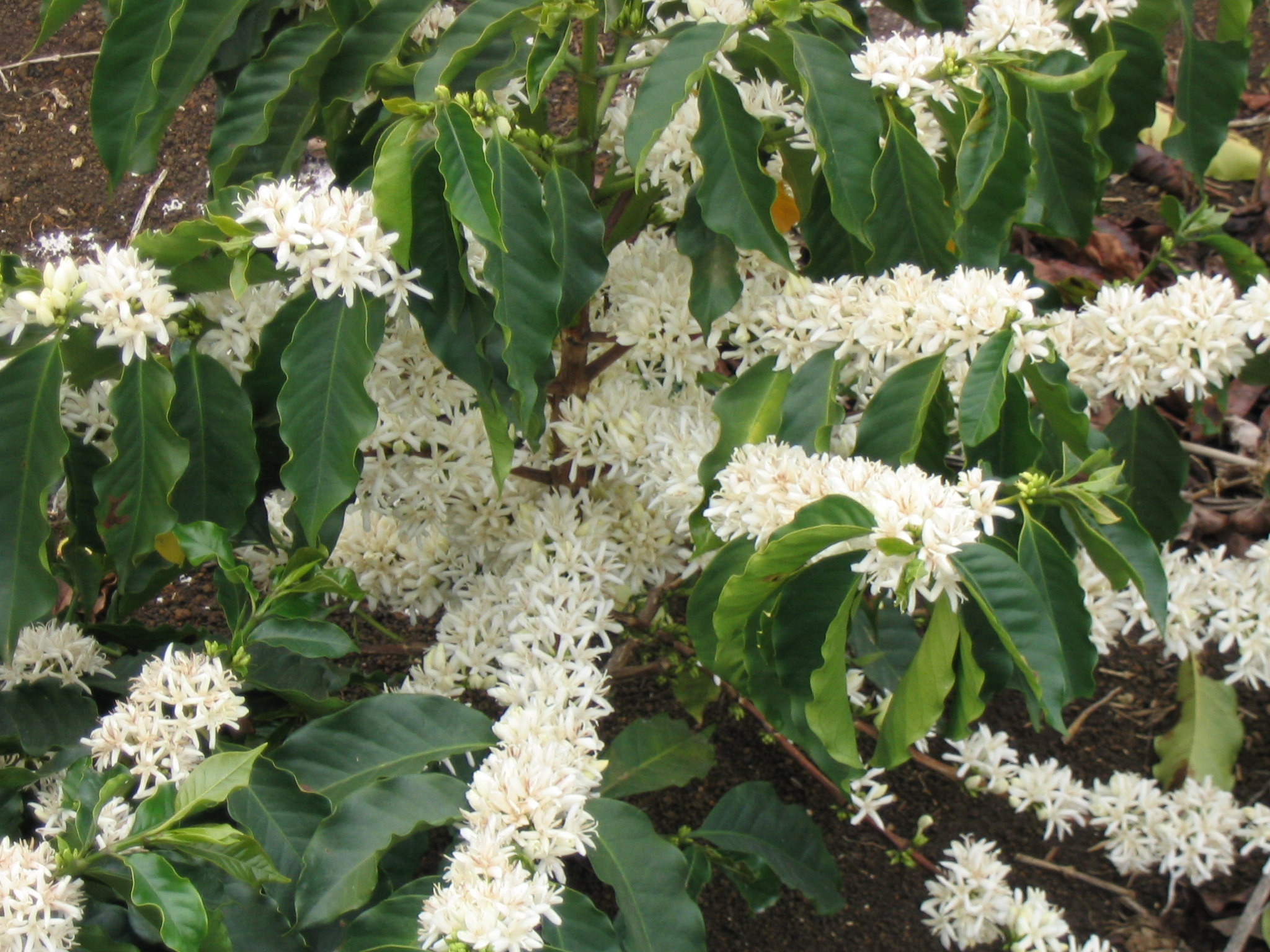
Fleurs de caféier (Coffea arabica).

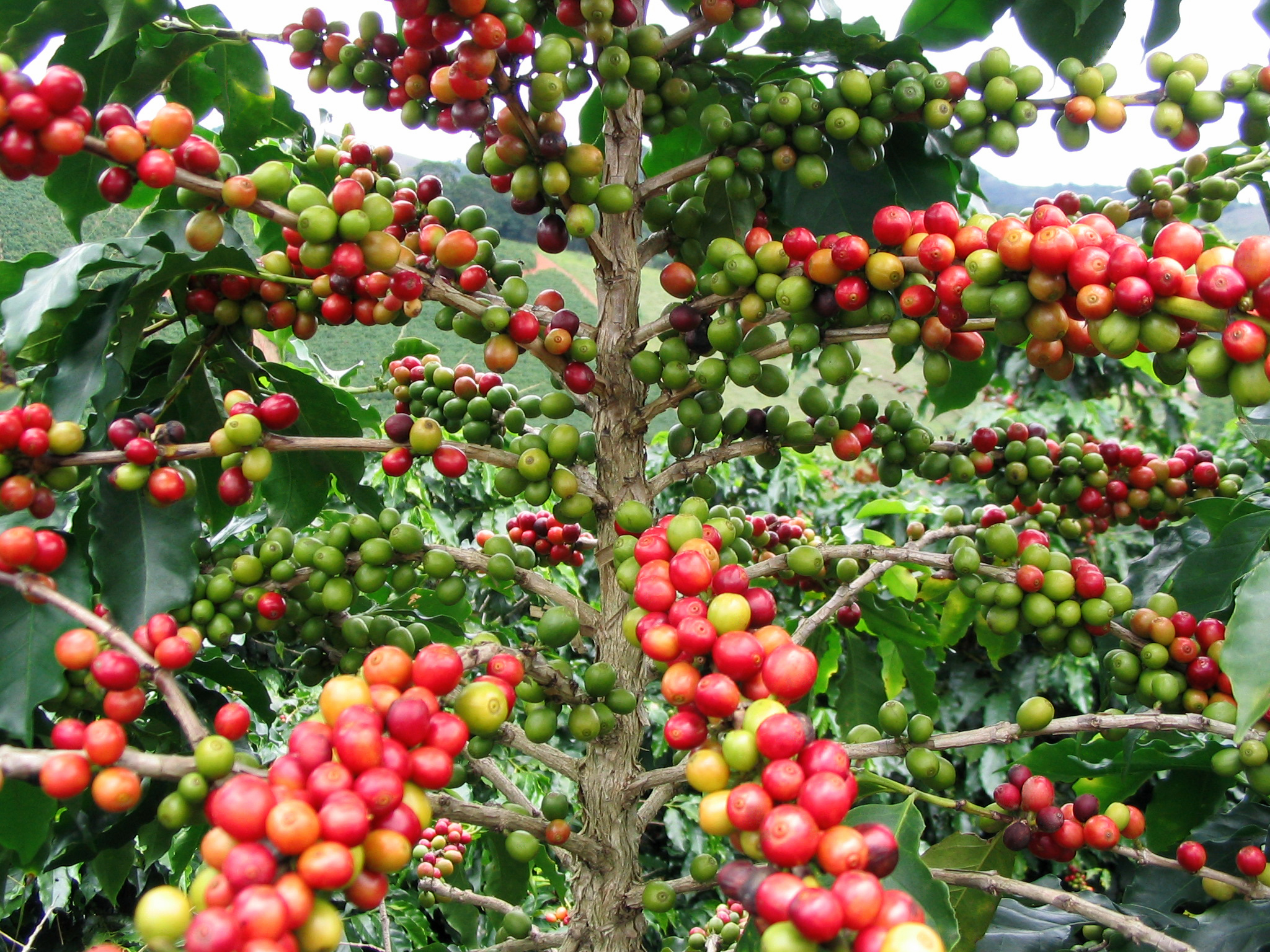
Fruits de caféier (Coffea arabica) en cours de maturation.

Les caféiers sont des arbustes des régions tropicales du genre Coffea, de la famille des Rubiacées. Les espèces Coffea arabica (historiquement la plus anciennement cultivée, 75 % de la production environ) et Coffea canephora (ou caféier robusta), sont celles dont les fruits servent à la préparation de la boisson. D'autres espèces du genre Coffea ont été testées à cette fin ou sont encore localement utilisées, mais n'ont jamais connu de grande diffusion : Coffea liberica ou l'hybride arabica x robusta (l'arabusta).
Les caféiers sont des arbustes à feuilles persistantes et opposées, qui apprécient généralement un certain ombrage (ce sont à l'origine plutôt des espèces de sous-bois). Ils produisent des fruits charnus, rouges, violets, ou jaunes, appelés cerises de café, à deux noyaux contenant chacun un grain de café (la cerise de café est l'exemple d'une drupe polysperme). Lorsqu'on dépulpe une cerise, on trouve le grain de café enfermé dans une coque semi-rigide transparente à l'aspect parcheminé correspondant à la paroi du noyau. Une fois dégagé, le grain de café vert est encore entouré d'une peau argentée adhérente correspondant au tégument de la graine que l'on peut moudre.
Coffea arabica, qui produit un café fin et aromatique, nécessite un climat plus frais que Coffea canephora (robusta), qui donne une boisson riche en caféine. La culture de l'arabica plus délicate et moins productive est donc plutôt réservée à des terres de montagne, alors que celle du robusta s'accommode de terrains de plaine et offre des rendements plus élevés.
Le plant mère de la plupart des plants d'arabica du monde est conservé au Hortus Botanicus d'Amsterdam. Ce type de caféiers est autopollinisant, ce qui ne facilite pas la diversification génétique, contrairement au Coffea canephora (robusta) qui nécessite une pollinisation croisée. Autre particularité génétique, C. arabica est l'une des très rares plantes à être allotétraploïde, c'est-à-dire issue de l'hybridation de deux plantes diploïdes (2n=22) formant un descendant 4n= 44 chromosomes.
Bien qu'il soit techniquement possible de produire des variétés de café génétiquement modifiées, contenant un gène de toxicité aux insectes ou produisant un grain sans caféine, aucune n’est commercialisée actuellement. Une expérience de plantation en plein champ menée en 2000 par le CIRAD en Guyane n'a pas pu être menée à son terme en raison de la destruction des plants par des inconnus.
La principale maladie du café est causée par le champignon Hemileia vastatrix, ou rouille du café, qui donne une coloration caractéristique aux feuilles et empêche la photosynthèse de la plante. En 1869, ce parasite détruisit complètement, en l'espace de dix ans, les plantations du Sri Lanka, autrefois prospères. Depuis, ce parasite est devenu ubiquiste. Il prolifère surtout sur les plants d'arabica. Le robusta semble y être assez résistant.
Le scolyte du caféier (Stephanoderes hampei) attaque indifféremment les plants de robusta et d'arabica en détruisant les grains. La menace constituée par cet insecte est considérable, d'autant que sa résistance aux insecticides augmente.

## Étymologie
Le mot français café est apparu vers 1600 par emprunt à la langue italienne caffè, mot du grand commerce maritime. On trouve encore les graphies caphé, caffé tout au long du XVIIe siècle. Le mot italien est lui-même issu du turc qahve « café » qui procède, lui, de l'arabe qahwa (qui avait donné caoua et chaonae en latin scientifique). Cependant, le mot français vient peut-être aussi directement du turc ou à la fois du turc et de l'italien par deux voies différentes. Il est rapidement polysémique, puisqu'il désigne la matière torréfiée relativement conservable en sac, le breuvage préparé et le lieu de consommation. Les botanistes s'empressent de décrire l'arbre producteur de graines et ses plantations, Antoine de Jussieu le dénomme cafier en 1715. Mais cet arbuste est dénommé  caféier de manière explicite par l'apothicaire et botaniste Geoffroy en 1743. Pour imposer ce dernier choix, il faut attendre la recommandation de l'Académie française de 1835.
Le mot arabe قهوة qahwa, prononcé « qahoua » ou « gahwa »[réf. nécessaire], désigne déjà dans l'Arabie Heureuse la graine de café torréfiée et la boisson chaude préparée suivant divers procédés. Selon certains géographes, le mot serait associé à la province éthiopienne de Kaffa, d'où le plant de caféier est originaire. Selon d'autres avis, il pourrait être relié au mot kahoueh signifiant « ce qui donne de l'appétit » et aurait ainsi la même origine que le mot arabe pour « vin » ; le vin était connu dans le monde arabe antique et le même nom aurait été donné au café, boisson nouvelle, peut-être en raison d'une ressemblance (couleur ou amertume).
Quoi qu'il en soit, la matière torréfiée et la boisson se répandent dans le monde arabo-musulman, et le mot y garde généralement une forme arabe similaire. Dans l'Empire ottoman, le mot arabe adopté en turc se prononce rapidement « kahvé ». Les échanges méditerranéens contrôlés par l'Empire ottoman expliquent la forme caffè en italien, initialement à Venise, port d'importation, puis les formes françaises cavé ou café attestées en 1610, voire encore cafeh en 1651. Le premier établissement autorisé dans le royaume de France à servir cette boisson est ouvert en 1654 à Marseille, autre grand port d'importation, et il se nomme simplement « café », à l'instar des établissements vénitiens. Une ambassade ottomane apporte officiellement l'art de déguster le café à la cour de France à Versailles en 1669. Le « café préparé à la turque » est à la mode. Le mot cafetière, désignant le récipient contenant le café, est attesté en 1685, dans l'ouvrage De l'usage du caphé, du thé et du chocolate édité par le marchand d'épices protestant, Philippe Sylvestre Dufour.
La forme arabe qahoua est commune dans les dialectes du Maghreb avant 1830. Après l'annexion de l'Algérie et le début difficile de la colonisation, la boisson nommée « qahoua » apparaît dans le lexique et les expressions populaires des occupants français vers 1863. L'usage argotique préfère le mot algérien qahoua, il est déjà commun en Algérie et attesté par l'argot militaire d'Afrique en 1888. La boisson connaît en effet un grand succès chez les soldats et légionnaires français, et s'est maintenu par effet de retour dans le langage familier en France.
Café est un des rares termes « universels », son radical qui a pu prendre différentes formes, est présent dans pratiquement toutes les langues où la boisson est connue, à l'exception, de manière paradoxale, des langues éthiopiennes. En amharique ou en omoro, il est appelé buna.

## Histoire

### Origine en Éthiopie
La légende la plus répandue veut qu'un berger d'Abyssinie (actuelle Éthiopie), Kaldi, ait remarqué l'effet tonifiant de cet arbuste sur les chèvres qui en avaient consommé. Une autre version de la légende soutient que ce berger, ayant accidentellement laissé choir une branche de cet arbuste sur un poêle, aurait remarqué l'arôme délicieux qui s'en dégageait. Il est probable que cette fable, publiée pour la première fois à Rome par Antoine Faustus Nairon (maronite et professeur de langues orientales à Rome) en 1671 dans l'un des premiers traités sur le café, De Saluberrima potione Cahue seu Cafe nuncupata Discursus, a été inventée par les Arabes pour accréditer la thèse d'un café diffusé dans le Proche-Orient arabe par les soufis. D'ailleurs, un autre récit légendaire attribue la découverte du caféier au cheikh Abou Hassan al-Chadhili, soufi retiré dans une montagne et qui se nourrissait de « l'arbre de café ».
Les études génétiques sur le caféier Coffea arabica suggèrent qu'il est probablement originaire d'Éthiopie, dans la province de Kaffa où les ancêtres des Oromos consommaient le café sous différentes formes (boisson mais aussi aliment). Il y serait connu depuis la Préhistoire et n'aurait été diffusé au Yémen, dans l'Arabie heureuse, qu'au VIe siècle, via le port de Moka.
Les paysans du sud-ouest de l’Éthiopie, d'où le café est originaire et date peut-être du Xe siècle, plus sûrement du XIIIe siècle[Passage contradictoire], torréfiaient probablement les grains du café dans des braises, les broyaient dans une bouillie dans laquelle le café faisait originellement office d'épice aux vertus médicinales, à l'instar du cacao chez les Aztèques.

### Première culture au Yémen (XVesiècle)

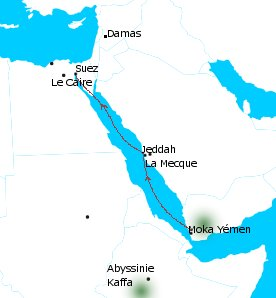
Zone d'origine du café.

La diffusion du café se répand d'abord probablement au XIIe siècle ou au XIIIe siècle au Yémen[Passage contradictoire], où sa popularité a très certainement profité de la prohibition de l'alcool par l'islam. Il est alors appelé K'hawah, qui signifie « revigorant », dans les monastères soufis où l'on dispose au XVe siècle des premières traces attestées de consommation de café sous forme de boisson et de la connaissance du caféier. Les données archéologiques disponibles[réf. nécessaire] aujourd’hui suggèrent que le café n’aurait pas été domestiqué avant le XVe siècle : le processus d'élaboration de la boisson, long et complexe, explique peut-être la découverte tardive des vertus des graines de caféier, au premier abord peu attractives. 
En 1685, Philippe Sylvestre Dufour, un marchand d'épices français, écrivait « De tous les endroits du monde, je ne pense pas qu'il y en ait d'autre qui produise le Café que l'Yémen... Il croît dans des vastes Campagnes tirant vers le Midi, sans culture, et point du tout ailleurs. Étant cueilli, on l'apporte à Moka, à Louyaya, et autres ports de mer, qui sont le long de la Mer Rouge, où on le charge sur de petites barques pour Gedda (Djeddah)...là on l'embarque, sur des Vaisseaux et sur des Galères, qui sont ordinairement destinées pour ce transport, jusqu'à Sués (Suez), port de mer à la tête de la Mer Rouge, éloigné du Caire d'environ vingt & deux lieues, où l'on en transporte toutes les années sur des chameaux. Outre cela, il en vient... par la Caravane qui retourne de Médine avec les Pèlerins du Prophète, qui en chargent aussi quatre ou cinq mille [balles] sur des Chameaux pour porter à Damas et à Alep ».

### Expansion dans le monde musulman

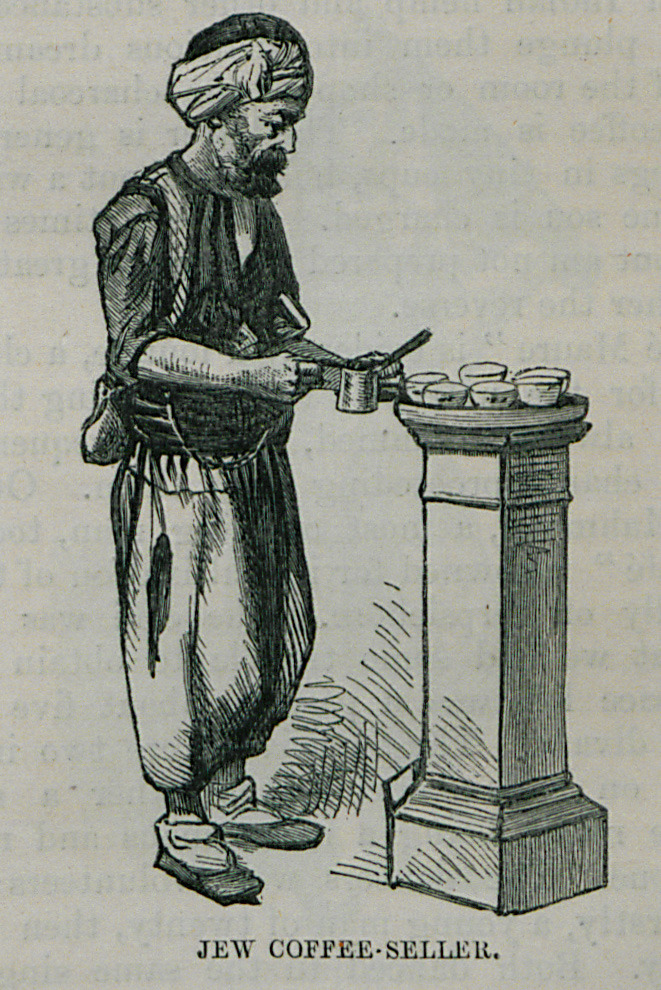
Vendeur juif de café à Alger (1875).

Au XVe siècle, les pèlerins musulmans de retour de La Mecque, introduisent le café en Perse et dans les diverses parties de l'Empire ottoman, Égypte, Afrique du Nord, Syrie, Turquie. La consommation de café s'étendit à l'Égypte.
De nombreuses « maisons du café » s'ouvrirent au Caire, à Constantinople et à La Mecque au début du XVIe siècle : lieux de convivialité (on y jouait aux échecs, au trictrac, on y récitait des poèmes) à prix modique, ces maisons permettaient un brassage social, un échange des idées. L'émir Khair Bey Mimar, le nouveau gouverneur de La Mecque, convoqua une assemblée de juristes et de médecins pour décider si la boisson était conforme au Coran, qui interdit toute forme d’intoxication. Après qu'un opposant au café, l'eut déclaré aussi « enivrant » que le vin, l'assemblée des interprètes des Saintes Écritures très prudemment jugèrent que celui-ci avait dû boire du vin pour le savoir et devait donc recevoir une bastonnade et que pour le reste, ils s'en remettaient aux médecins. Quand ceux-ci reconnurent la toxicité du café, le gouverneur en interdit la consommation sous peine de punitions sévères.
Mais le sultan du Caire, ayant appris l'interdiction, s'en émut et déclara que d'après ses docteurs et lettrés, le café était tout à fait bon pour la santé et agréable à Allah. Au cours du siècle à plusieurs reprises, comme en 1525 et 1534, les controverses sur le caractère diabolique du café réapparurent et les persécutions contre les buveurs de café reprirent,.

Maison de café en Egypte (v. 1878).
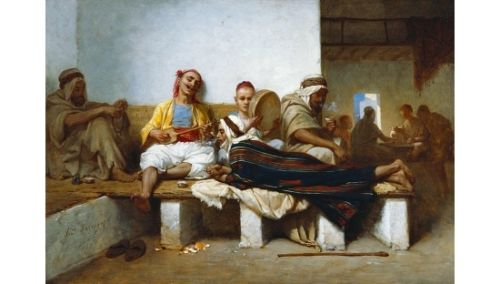
Le Café maure par H. Lazerges (1887).
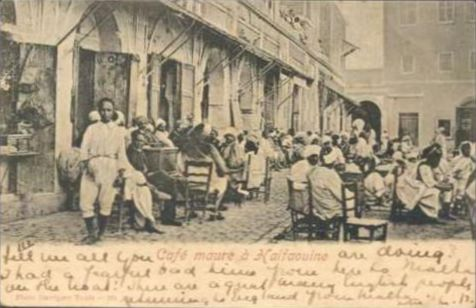
Café maure à Halfaouine (v. 1900).
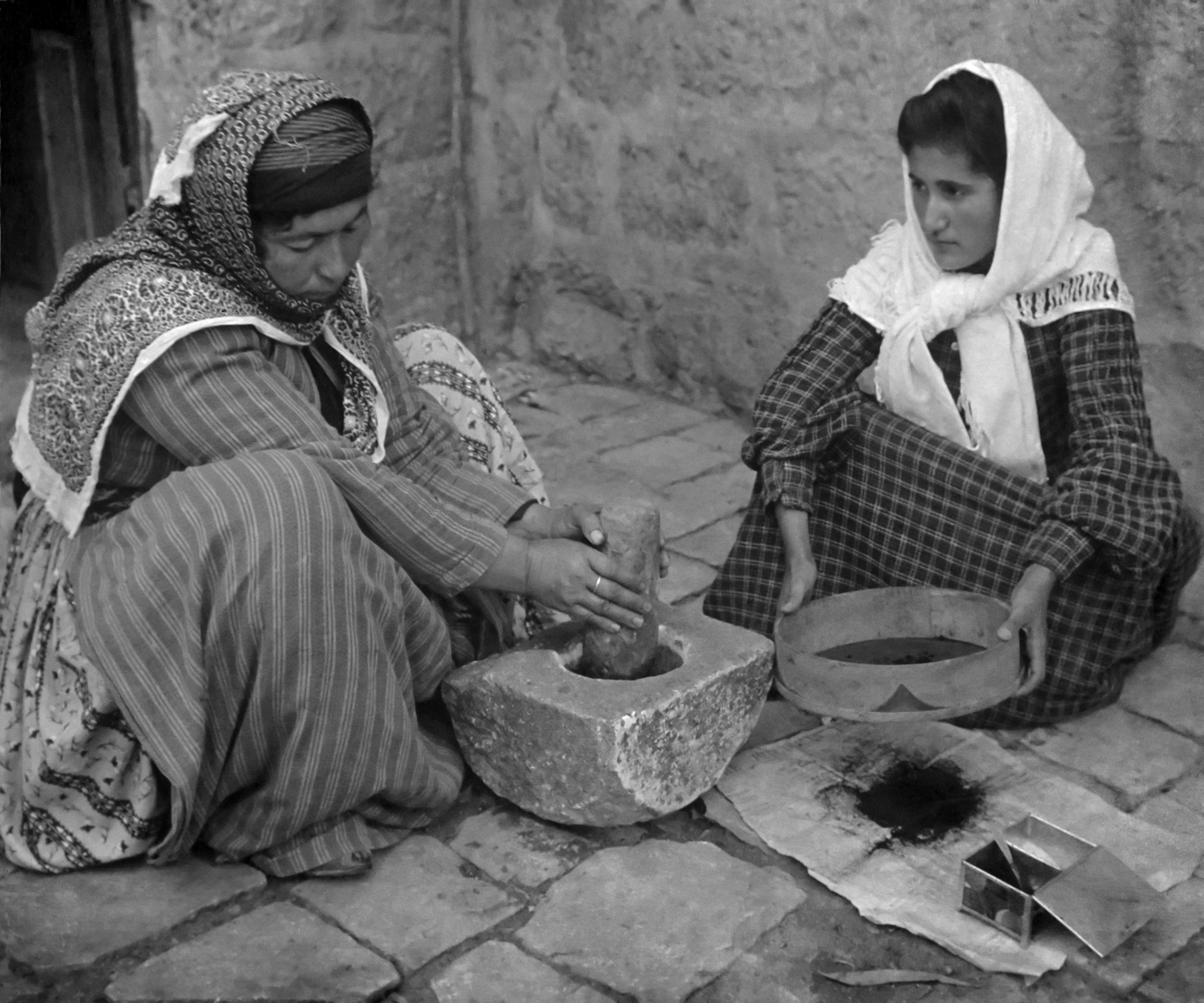
Mouture du café au pilon en Palestine (1905).
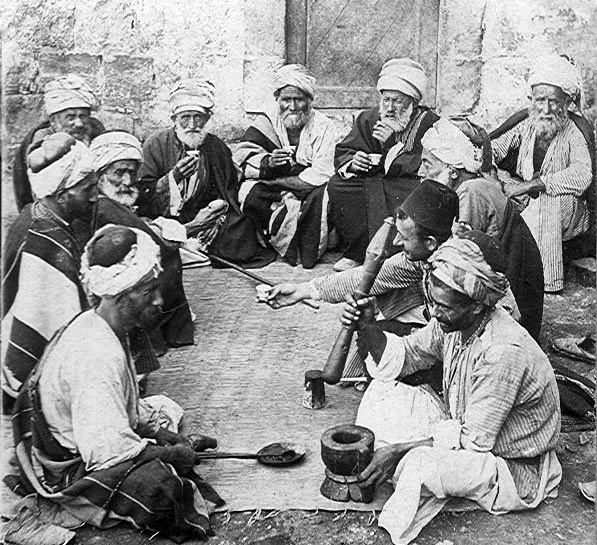
Café en Palestine (vers 1900).

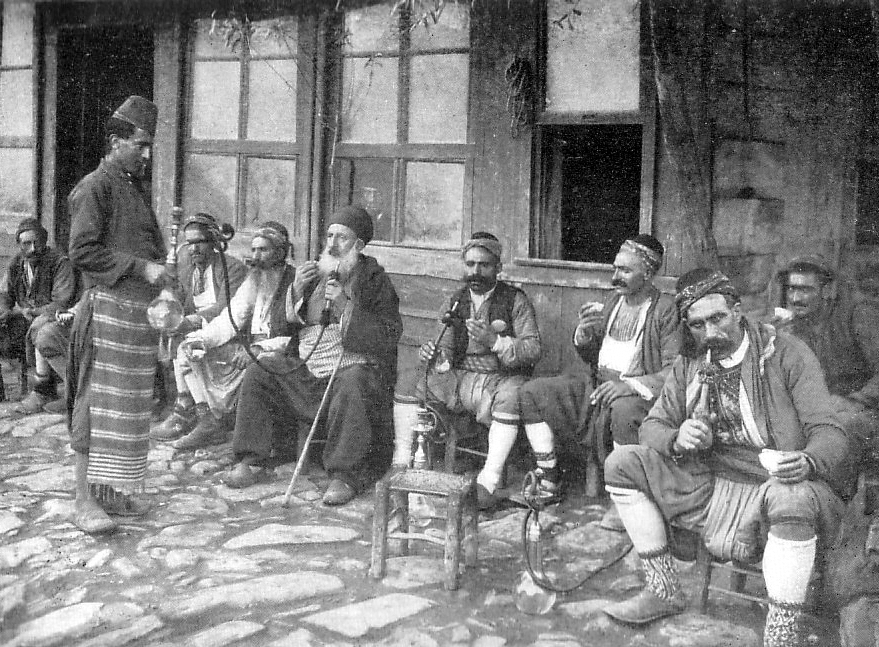
Maison de café à Constantinople 1905.

Le succès du caffé de Moka gagna ensuite la Turquie et surtout Constantinople, après la conquête de La Mecque et l'Égypte, en 1516-1517, par le sultan ottoman Selim Ier. À Constantinople, l'ouverture des deux premiers cafés publics par les Syriens, Schems et Hekem, eut lieu en 1554-1555 sous Soliman le Magnifique. « Ces établissements étaient fréquentés par la plupart des savants, des juges, des professeurs, des derviches... Les Turcs s'adonnèrent avec fureur à l'usage de cette boisson, et la capitale fut bientôt remplie de Kawha-Kanés, où l'on distribuait le Café » (Coubard d'Aulnay 1843). Mais là aussi des controverses se firent jour et des opposants prétendirent que « le café grillé était un charbon et que tout ce qui avait rapport au charbon était défendu par Mahomet. » (p. 22). Malgré ces incertitudes, la consommation de café continua vaille que vaille de s'étendre à tout l'Orient. Parfois, il fut aussi interdit pour des raisons politiques. C'est ainsi qu'une fois à Constantinople, toutes les maisons de café furent fermées parce qu'elles étaient le lieu de réunion des mécontents du pouvoir. Mais l'attrait pour cette boisson, qu'elle soit l'œuvre du Diable ou de Dieu, finit par l'emporter et en 1630, il y avait paraît-il, un millier de maisons de café au Caire. Les clients pouvaient, tout en dégustant leur boisson préférée, y admirer des danseuses et écouter des conteurs.
En 1583, un médecin allemand de retour d'un voyage de dix ans au Moyen-Orient, Leonhard Rauwolf, fut le premier Occidental à décrire le breuvage : « une boisson aussi noire que l'encre, utile contre de nombreux maux, en particulier les maux d'estomac. Ses consommateurs en prennent le matin, sans se dissimuler, dans une coupe en porcelaine qui passe de l'un à l'autre et où chacun prend une rasade sonore. Elle est composée d'eau et du fruit d'un arbuste appelé bunnu ». Ces commentaires attirent l'attention de marchands, que l'expérience du commerce des épices a rendu sensibles à ce genre d'informations.

### Introduction en Europe et en Amérique (XVIIesiècle)

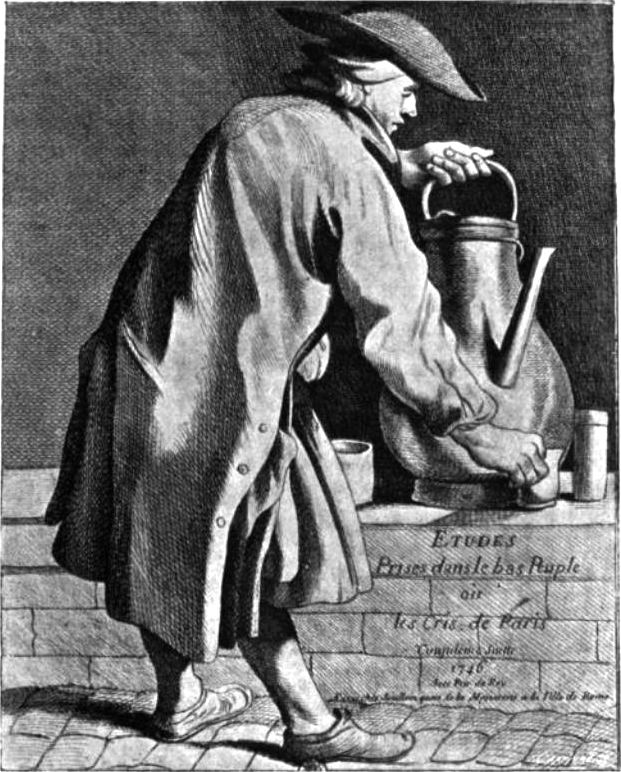
Un marchand de café ambulant au XVIIIe siècle à Paris.

Le café arrive en Europe aux alentours de 1600, introduit par les marchands vénitiens. C'est Giovanni Francesco Morosini, l'ambassadeur de la Sérénissime à Constantinople, qui témoigne au Conseil des Dix avoir vu les Ottomans « boire publiquement une eau noire aussi chaude qu'ils peuvent la souffrir, qui est l'infusion d'une baie nommée Kahve, et à laquelle ils prêtent la vertu de tenir l'homme éveillé ». Dès 1615, il est régulièrement consommé à Venise (où est le Caffè Florian, fondé en 1720, le plus ancien d'Italie encore en activité) en provenance d'Égypte.
On conseille au pape Clément VIII d'interdire le café car il représente une menace d'infidèles. Après l'avoir goûté, le souverain pontife baptise au contraire la nouvelle boisson, déclarant que laisser aux seuls infidèles le plaisir de cette boisson serait dommage. Le café est très vite prisé des moines pour les mêmes raisons qu'il l'est des imams : il permet de veiller longtemps et de garder l'esprit clair. En 1650, un pèlerin musulman à La Mecque, Baba Budan parvient à ramener sept plants en Inde, qu'il plante au Mysore et dont les descendants subsistent encore aujourd'hui.
Les négociants hollandais et anglais qui avaient pris goût au café lors de leurs voyages en Orient, le font connaître dans leurs pays.
Vers les années 1650, le café commence à être importé et consommé en Angleterre, et des cafés ouvrent à Oxford et à Londres. Les cafés deviennent des lieux où les idées libérales naissent, de par leur fréquentation par des philosophes et lettrés. Les pamphlets et libelles sont distribués dans les cafés. En 1676, cette agitation incite en Angleterre le procureur du Roi à ordonner la fermeture des cafés, citant des crimes de lèse-majesté contre le roi Charles II et le royaume. Les réactions sont telles que l'édit de fermeture doit être révoqué. Les flux d'idées alimentés par le café modifieront profondément le Royaume-Uni. On y compte plus de deux mille cafés en 1700. La célèbre compagnie d'assurances Lloyd's of London est à l'origine un café fondé en 1688 : le Lloyd's Coffee House.

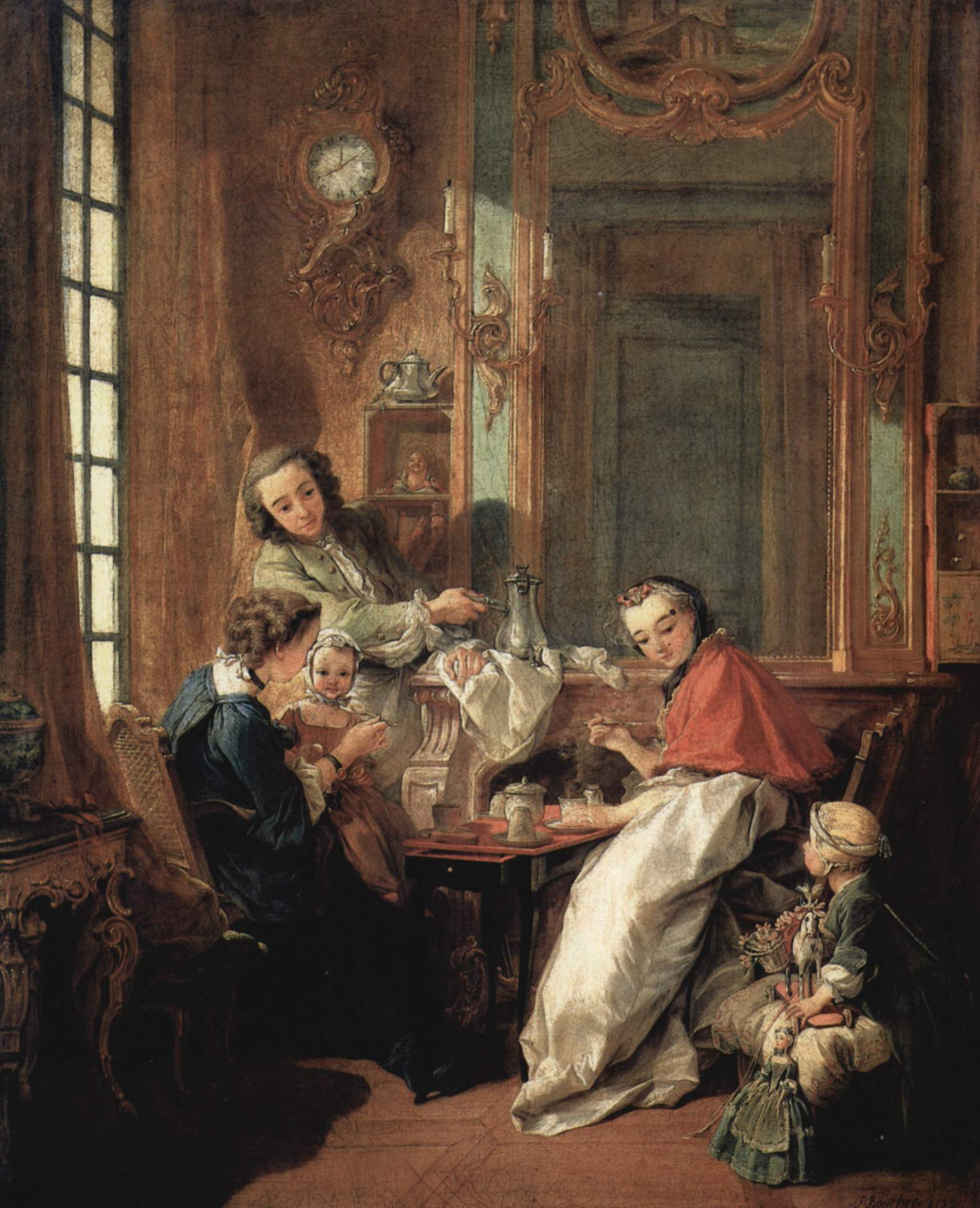
Le Déjeuner, François Boucher, 1739.

 En 1644, le négociant marseillais Pierre de La Roque avait apporté quelques balles de café à Marseille. Au milieu du XVIIe siècle, des marchands de Marseille qui avaient appris à apprécier le café au Levant commencèrent à ramener des balles de café. En quelques années, un groupe de marchands et de pharmaciens s'organisèrent pour importer du café d'Égypte. En 1671, le premier café marseillais ouvrait ses portes à une clientèle rapidement nombreuse.
Mais il faut attendre 1669 et l'arrivée en grand appareil de l'ambassadeur de la Sublime Porte, Soliman Aga, auprès de Louis XIV, pour que la mode de la consommation du café soit lancée dans la capitale. Recevant avec faste ses invités de marque dans son appartement parisien, il leur offre dans une mise en scène digne des Mille et Une Nuits du café à la turque. Toutes les grandes dames se piquèrent de curiosité pour ce personnage haut en couleur qui fut brocardé par Molière dans Le Bourgeois gentilhomme.
À Paris, le premier café parisien est fondé en 1672 près du Pont Neuf par un Arménien du nom de Pascal, qui fonda ensuite un autre café en 1685 à Londres. Pascal avait aussi fondé le premier café en France vers 1665. Le Café Procope ouvre en 1686. On y invente une nouvelle manière de préparer la boisson, en faisant percoler de l'eau chaude dans le café moulu retenu par un filtre. Il innova aussi en acceptant les femmes. Le café devient très prisé durant le Siècle des lumières. Voltaire consomme jusqu'à douze tasses de café par jour et possède une collection de cafetières. À la veille de la Révolution, Paris compte plus de deux mille cafés.
En France, à l'époque moderne, le café est le plus souvent préparé en décoction, à la manière du café turc. Les dictionnaires, les traités et les encyclopédies de l'époque recommandent de mélanger entre une once de café (environ 30 g) par tasse et une once par livre d'eau (environ un demi-litre), puis de porter le liquide à ébullition dans une cafetière. La préparation est laissée sur le feu environ un quart d'heure ; on la mélange à l'aide d'une cuillère en bois pour éviter qu'elle déborde ou on rajoute de l'eau froide pour diminuer l'ébullition. Enfin, il convient de tirer le café au clair, en le laissant reposer un moment afin que le café moulu se dépose au fond de la cafetière, on propose même dans les ouvrages du XVIIIe siècle d'y ajouter un peu de sucre ou de la poudre de bois de cerf afin de précipiter plus rapidement le marc au fond du récipient,,.
Pour le refroidir plus rapidement, le café d'une tasse peut être versé dans la soucoupe puis bu dans cette dernière, il s'agissait d'une pratique populaire qui se répandit néanmoins parmi les élites.
En Belgique, c'est en 1675 qu'on but pour la première fois du café sur le territoire. Cela se passa au château de Freÿr en présence de Louis XIV dont les troupes se battaient à Dinant, lorsqu'un diplomate turc servit cette boisson lors de la signature du traité de Freÿr, depuis lors nommé aussi « Traité du café » entre la France et l'Espagne le 25 octobre 1675.
L'histoire des célèbres cafés de Vienne (les plus anciens encore en fonctionnement étant le café Demel, le Café Landtmann et le Café Central) commence avec la bataille de Vienne de 1683 juste après laquelle un Polonais du nom de Kulczycki ouvre un café dans la maison qui lui a été offerte par le roi de Pologne, Jean III Sobieski en récompense pour ses services d'espion auprès des Turcs. Des Turcs défaits, l'on saisit des sacs de fèves vertes qui se révèlent être du café et que Kulczycki met à profit sans rencontrer d'abord beaucoup de succès en raison de l'acidité du breuvage, qu'il a alors l'idée de couper de miel ou de lait. En 1680(?), le troisième café ouvrit ses portes, fondé par un Arménien du nom de Stépan.
En Allemagne, c'est en 1671 que le premier café ouvre, à Hambourg ; à Vienne en 1683 et à Leipzig en 1694.
Au milieu du XVIIIe siècle, chaque ville d'Europe possède des cafés, et, en 1732, Johann Sebastian Bach compose la cantate BWV 211 dite du « café ».
Le café traverse l'Atlantique en 1689 avec l'ouverture du premier établissement à Boston. La boisson gagne en popularité et obtient le rang de boisson nationale après que les rebelles jettent à la mer le thé surtaxé par la couronne britannique au cours de la Boston Tea Party en 1773. Cette opération coup de poing est préparée dans le café du Dragon Vert.
Le café commence à être cultivé dans les colonies anglaises, en particulier à Ceylan, mais les plantations sont ravagées par une maladie et sont finalement remplacées par des plantations de thé. Les Hollandais le font cultiver en Indonésie.
Les Hollandais rapportèrent des caféiers de Batavia dans les serres d'Amsterdam.
Le bourgmestre d'Amsterdam, M. Bancras, offrit un jeune caféier à Louis XIV en 1714, qui fut cultivé avec succès dans les serres du Jardin du Roi et se reproduisit si bien qu'il fut la souche de tous les caféiers des « îles de l'Amérique ». Une première tentative d'implantation de trois plants, confiée au médecin botaniste d'Isemberg en 1716, échoua car celui-ci fut emporté par la fièvre jaune quelques jours après son arrivée à la Martinique.
Une seconde tentative quatre ans plus tard, confiée à Gabriel de Clieu, capitaine d'infanterie, fut plus heureuse. « La traversée fut longue, & l'eau nous manqua tellement que, pendant plus d'un mois, je fus obligé de partager la faible portion qui m'était délivrée avec le pied de café » nous conte ce dernier dans une lettre. Les plants furent plantés sur les pentes de la Montagne Pelée en Martinique. Les premières récoltes abondantes encouragèrent les colons à en planter sur des surfaces importantes lorsqu'un cyclone eut détruit les plantations de cacaoyers. Les planteurs en envoyèrent à Saint-Domingue et à la Guadeloupe, où il fut cultivé avec succès, ainsi qu'en Guyane.
L'implantation des caféiers aux Mascareignes a suivi une autre voie. D'abord, les plants venaient de la région de Moka au Yémen, ensuite, ils furent envoyés à l'île de Bourbon (La Réunion actuelle) par la Compagnie des Indes en 1717. Il fallut une décennie et de fortes pressions de la Compagnie pour que les planteurs se décident à cultiver le café à grande échelle.
Le roi Louis XV était grand amateur de café et rendit cette boisson très en vogue à la cour. Il faisait cultiver des caféiers dans le jardin expérimental du Trianon qui arrivaient à produire quelques livres de café bon an, mal an. Le roi aimait torréfier lui-même sa récolte et se préparer en personne sa boisson préférée, ne faisant griller que la quantité consommée, la poudre étant jetée dans de l'eau bouillante. On pouvait refaire ainsi douze bouillons successifs.
La première plantation au Brésil est établie en 1727 par Francisco de Mello Palheta, après sa visite comme ambassadeur à monsieur d’Orvilliers, gouverneur de la Guyane. Après les discussions sur le tracé des frontières, on rapporte que Madame d'Orvilliers se montra très reconnaissante d'une escapade dans les jardins avec le bouillant Francisco, au point de lui confier quelques graines de café. Sa production reposa sur la pratique de l'esclavage, qui ne sera aboli qu'en 1888.

### Vogue du café en Occident jusqu'à nos jours

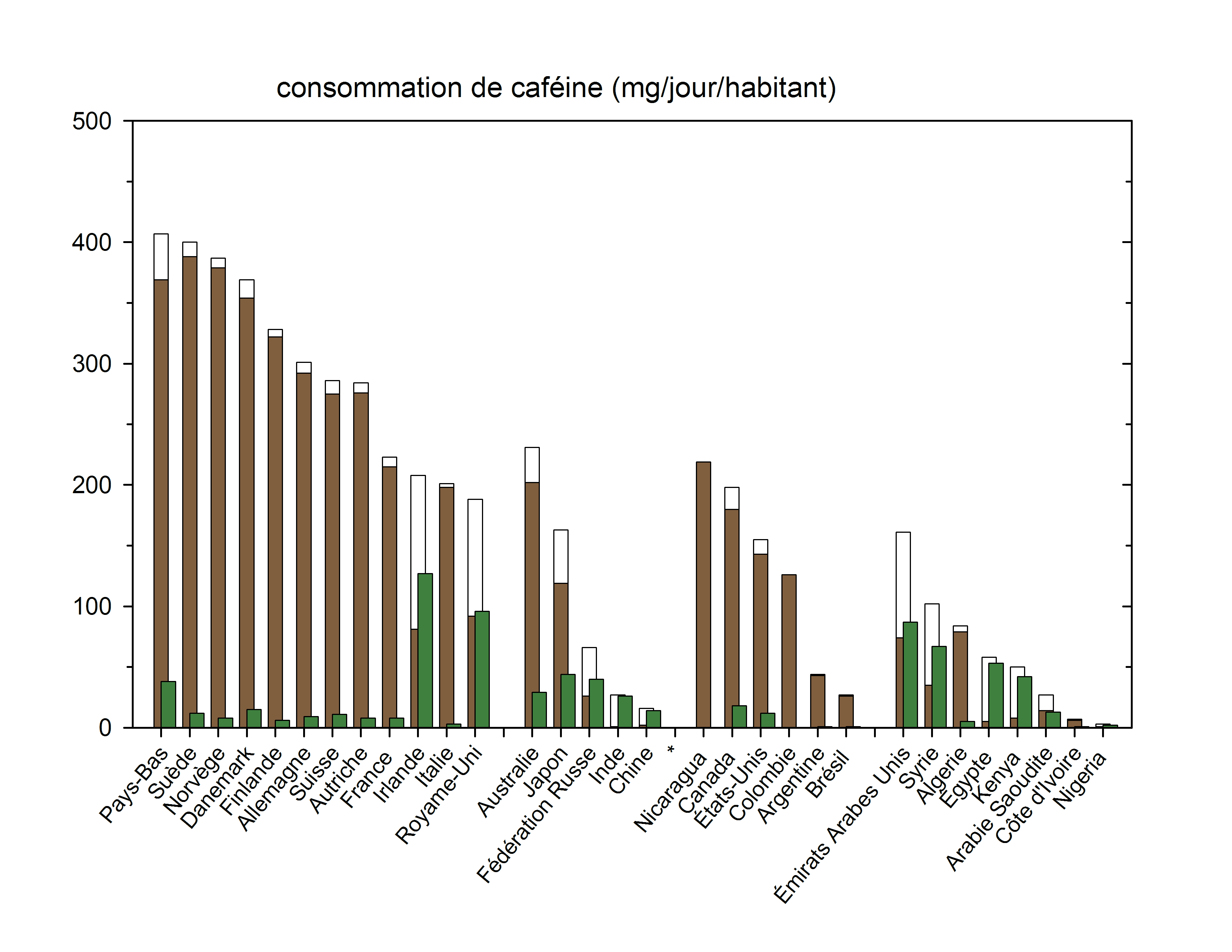
Quantité de caféine absorbée par jour et par habitant par boisson de café (en brun) ou de thé (en vert) ainsi que la somme des deux (en blanc) pour l'année 1995, d'après les données de la FAO. L'apport de caféine des boissons gazeuses n'est pas représenté. L'apport de caféine du cacao ne dépasse pas 15 mg/jour/ pour le Danemark, premier consommateur, et est négligé ici. L'Argentine et le Paraguay sont les deux principaux consommateurs de maté, soit un apport en caféine de 100 et 50 mg/jour/habitant (respectivement), non représenté ici.

Au cours du XVIIIe siècle, la boisson connaît un grand succès en Europe, et pour répondre à la demande, les colons européens introduisent la culture du café dans de nombreux pays tropicaux. Au XIXe siècle, l'offre insuffisante a stimulé l'usage de divers substituts au goût proche, comme la racine de chicorée.
Les principales régions productrices de café sont l'Amérique du Sud (avec notamment le Brésil et la Colombie), le Viêt Nam, le Kenya, la Côte d'Ivoire, et d'autres encore. Hawaii a une petite production de café de grande qualité et de prix élevé, mais parmi les nombreuses variétés développées, le café le plus cher et le plus fameux est désormais le Bourbon pointu (cultivé dans l'île française de La Réunion), ce qui s'explique par sa rareté et le caractère endémique des plants requis pour la culture. Chaque paquet est vendu environ 459 euros le kilogramme, c'est trois fois plus que le Blue Mountain provenant de la Jamaïque.

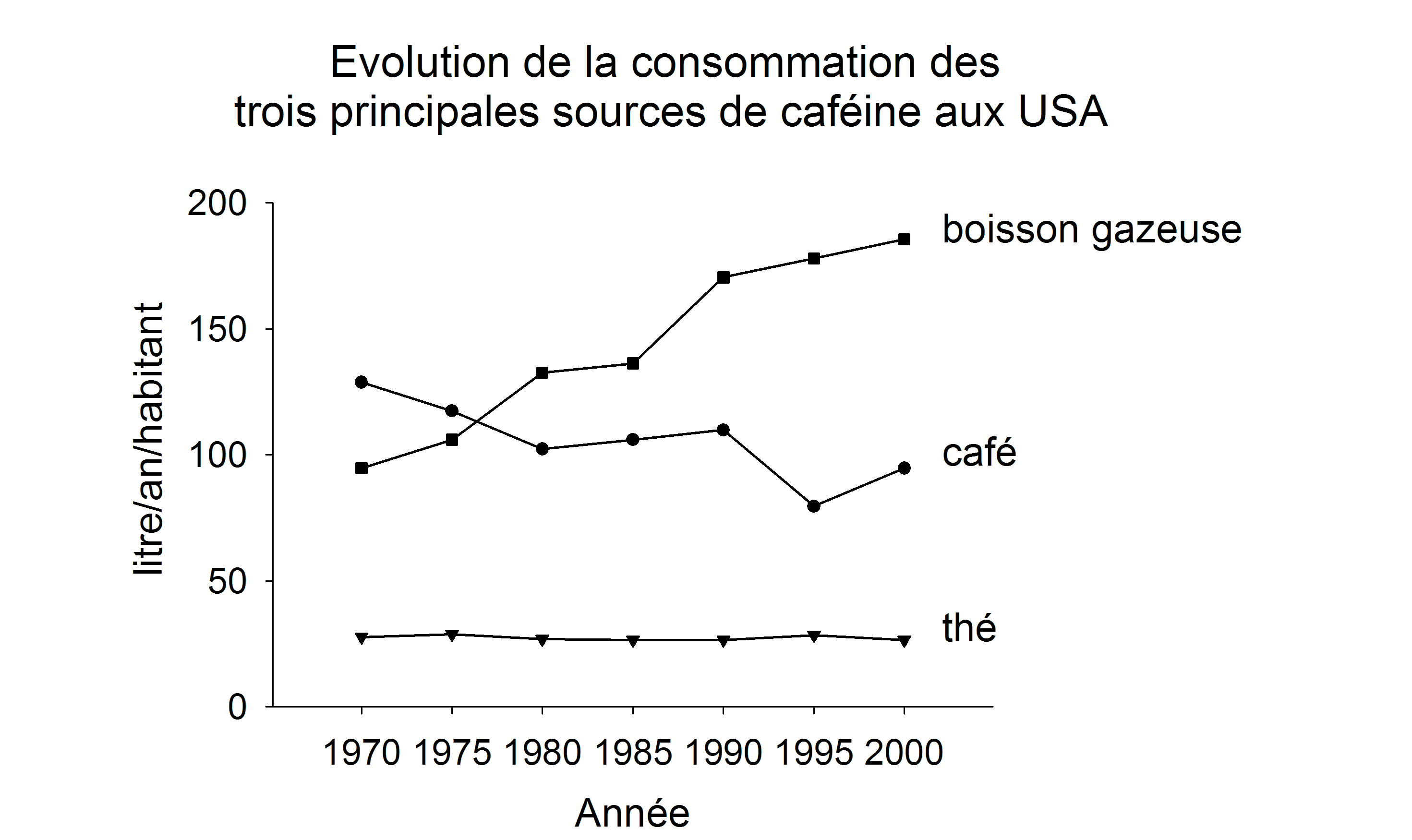
Consommation de caféine aux États-Unis.

Les pays où l'on consomme le plus de café par habitant sont indiqués dans l'histogramme ci-contre. Pour comparaison, les valeurs pour le thé sont indiquées. Une troisième source de caféine non incluse dans ce graphique vient des boissons gazeuses, en constante augmentation. Les plus gros consommateurs sont les Pays-Bas, les pays scandinaves et la Finlande.
L'évolution de la consommation de ces trois sources de caféine aux États-Unis est présentée dans le graphique ci-contre. Il semble étonnant de voir la place qu'occupe le Brésil dans le classement des pays consommateurs. Cela tient probablement au fait que la consommation locale doit échapper aux chiffres officiels sur lesquels ce graphique est construit.

## Culture et préparation des grains

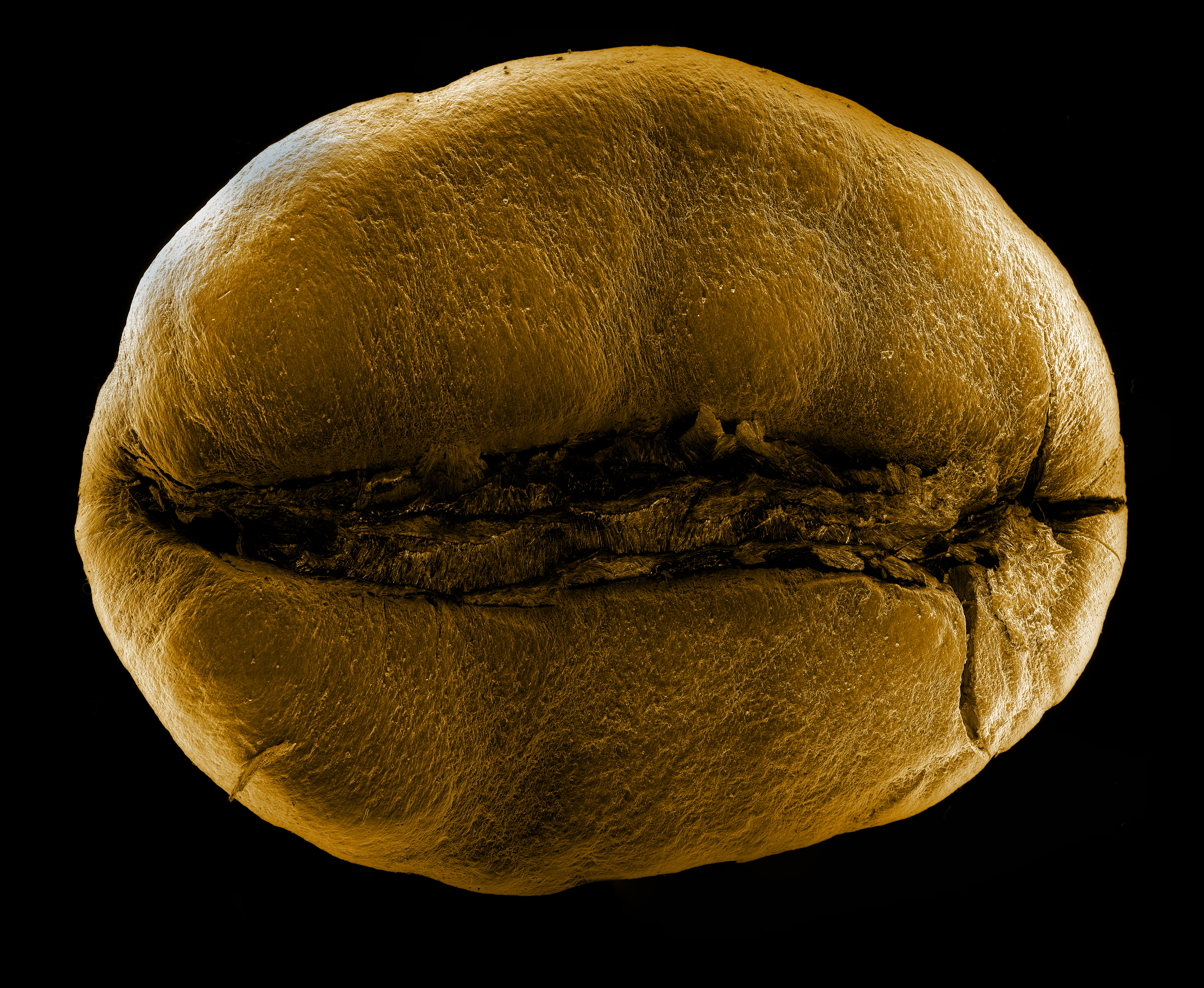
Un grain de café.

### Plantations

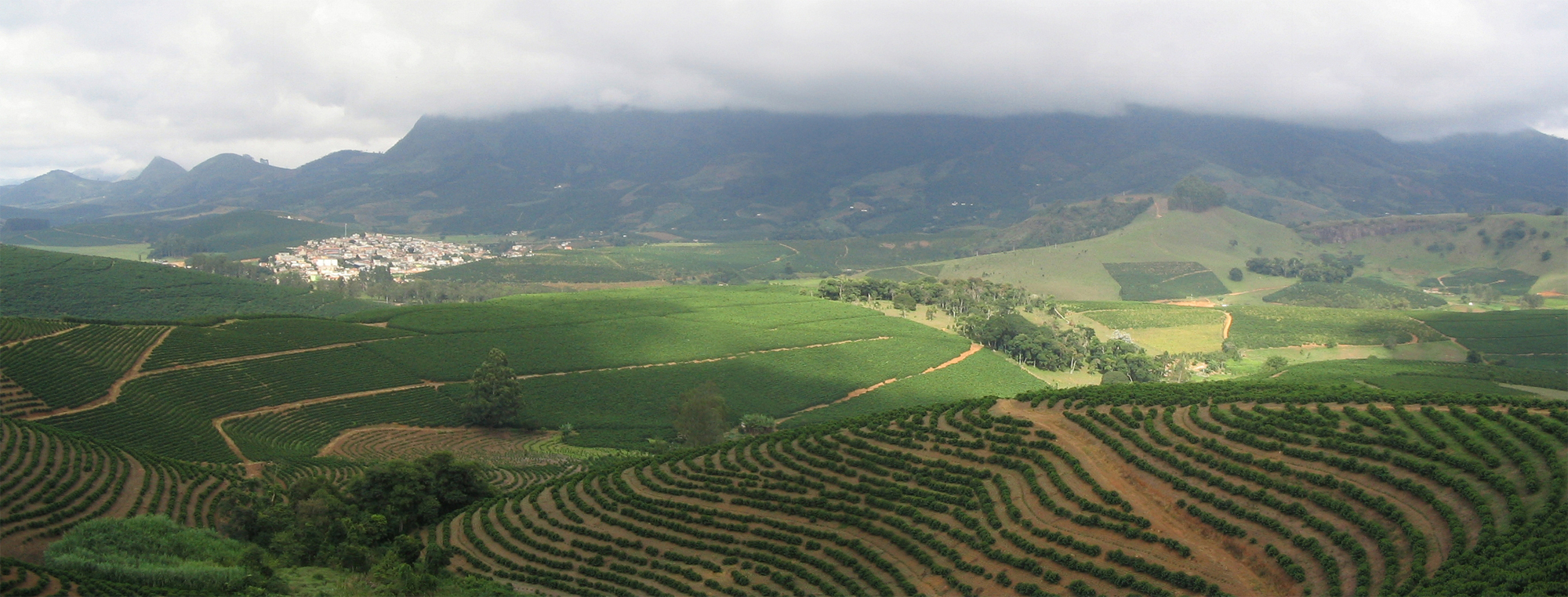
Plantation à São João do Manhuaçu, Minas Gerais, Brésil.

Bien que l'image des plantations de café soit souvent associée à celle d'immenses domaines tels que l'on peut en rencontrer dans divers pays, comme au Brésil, la production mondiale de café provient, pour environ 70 %, d'exploitations principalement familiales de superficie inférieure à 10 hectares, le plus souvent en dessous de cinq hectares.
Les terres que cultivent ces petits producteurs sont souvent accrochées aux flancs de montagne, parfois jusqu’à 2 000 m d’altitude : ce sont des parcelles morcelées, sur lesquelles le café est associé à des cultures vivrières telles que le maïs, le manioc ou la banane plantain. Cette culture traditionnelle est généralement respectueuse de l’environnement, en particulier parce que ce mode de culture nécessite peu de pesticides et d’engrais.
Qu'il s'agisse des petits exploitants ou des ouvriers agricoles, la culture du café fait vivre un très grand nombre de personnes, car la cueillette, très rarement mécanisée, requiert un temps de main-d'œuvre important qui forme l'essentiel du coût de production. Ainsi, pour le seul Brésil, on estime de 230 000 à 300 000 le nombre de fermiers vivant du café et à trois millions le nombre de personnes employées.

Répartition géographique des différentes cultures :
r : robusta, a : arabica, m : robusta & arabica.

Un jeune caféier est productif trois à quatre ans après plantation. Ensuite l'arbuste peut vivre pendant de nombreuses décennies. La cime est rabattue pour éviter un trop grand développement en hauteur.
Les plantations peuvent être faites à plein découvert, ce qui facilite l'organisation des opérations culturales et augmente la production fruitière, mais diminue la longévité et la résistance aux maladies des caféiers. Les plantations peuvent aussi être faites à mi-ombre (on parle de café d'ombre), ce qui correspond mieux à l'autécologie de l'espèce, mais réduit la productivité et complique la gestion. De nombreuses variations existent sur les modes de culture d'ombre, depuis la plantation directement en forêt jusqu'à de savantes combinaisons d'arbres d'abri taillés en fonction du stade de fructification des caféiers ou jusqu'à des systèmes de polyculture. Les plantations d'ombre induisent généralement une meilleure biodiversité, cependant très variable en qualité selon les systèmes employés et par rapport à l'état initial naturel.

### Récolte et préparation des grains

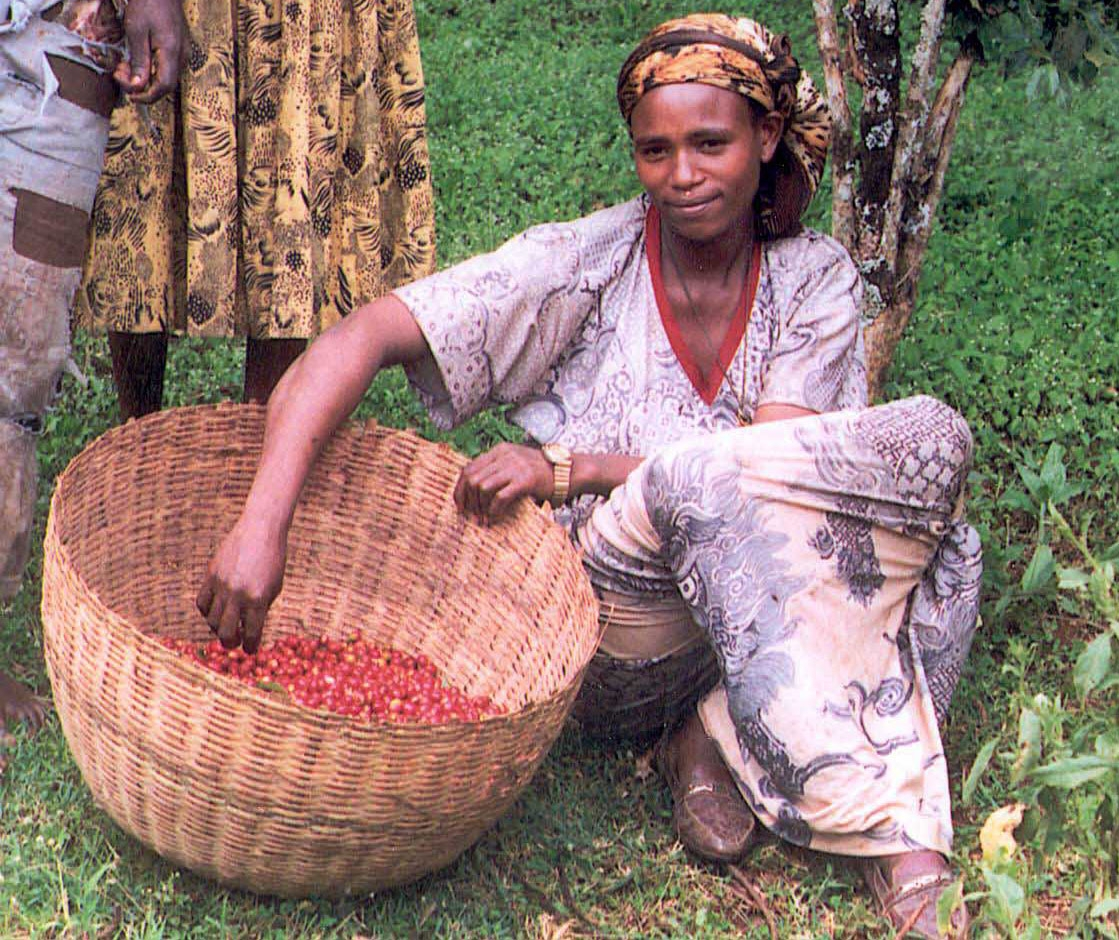
Femme récoltant le café en Éthiopie.

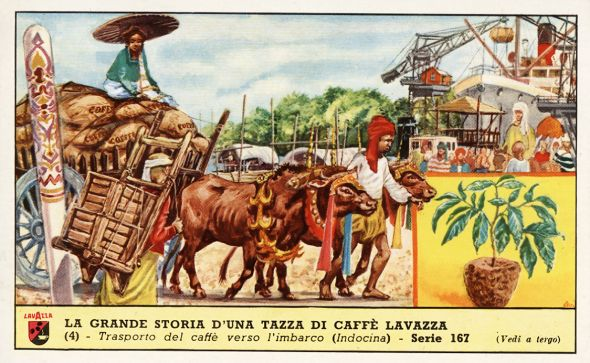
Transport du café en Indochine, vers 1900.
Publicité de Lavazza.

#### Récolte
Lorsque les fruits parviennent à maturité, six à huit mois après la floraison pour l'arabica, neuf à onze mois pour le robusta, la récolte du café peut commencer. Deux méthodes sont employées, la cueillette ou l'égrappage :
1. La cueillette consiste à cueillir manuellement uniquement les cerises mûres à point. C'est la technique la plus coûteuse qui oblige à repasser plusieurs jours de suite sur le même arbuste mais qui procure les meilleures qualités de café.
2. L'égrappage consiste au contraire à racler la branche de toutes ses cerises, le procédé pouvant éventuellement être mécanisé. On récolte par cette technique expéditive un mélange hétérogène de cerises plus ou moins mûres, à l'origine de cafés plus amers (à cause des fruits encore verts).

Un mode de récolte très particulier permet la production, à faible tonnage, du café crotte, appelé aussi Kopi Luwak, au Viêt Nam, en Indonésie et aux Philippines, qui est extrait des excréments d'une civette locale. Cette pratique est dénoncée comme particulièrement cruelle envers les animaux par l'unité de recherche universitaire WildCRU (en). Dans la même idée, le café éléphant est produit en Thaïlande par extraction des excréments d'éléphant (« black ivory » soit « Ivoire noir »), son prix atteignant mille euros le kilo.

#### Séchage ou lavage
Le fruit du café est un type de drupe, c'est-à-dire que les fèves sont recouvertes de la chair d'un fruit. Après la récolte, le café doit être rapidement débarrassé de son enveloppe charnue par séchage ou par lavage.
Le séchage se pratique sur des aires de séchage, où les cerises de café de tout âge sont étalées et régulièrement ratissées. En quelques jours, la partie charnue se déshydrate et se désagrège en partie.
Le lavage ne peut concerner que des fruits bien mûrs (récoltés par cueillette). Le processus consiste, après avoir rompu la peau de la cerise, à faire tremper les fruits dans l'eau assez longtemps pour qu'une fermentation assure la dégradation de la partie charnue. On obtient des cafés lavés, décrits comme « propres et brillants », généralement moins amers et de meilleure teneur en bouche. La technique, souvent mécanisée, nécessite de disposer de cuves et d'un approvisionnement en eau suffisant.
À l'issue du séchage ou du lavage, le grain de café se trouve encore enfermé dans le noyau du fruit (l'endocarpe) : c'est le café coque (après séchage) ou le café parche (après lavage). Il faut le trier, afin d'éliminer toute fève pourrie, décolorée ou endommagée. Le triage peut être mécanisé, dans les installations industrielles, à l'aide de caméras à capteur de photoscope (CCD), mais cette opération se fait encore souvent manuellement, dans les pays en développement.

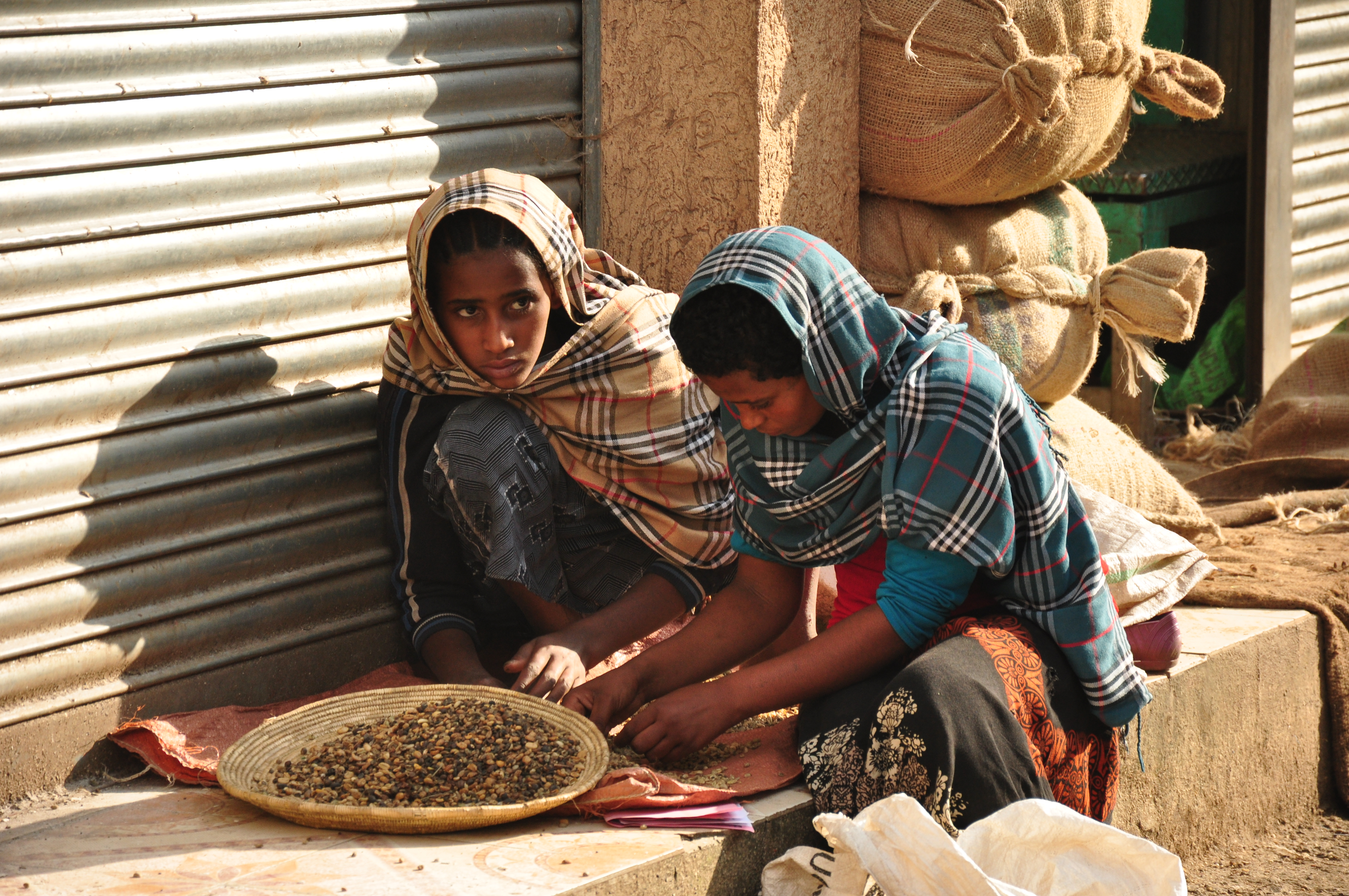
Lavage à la main des grains de café en 2014 en Éthiopie.
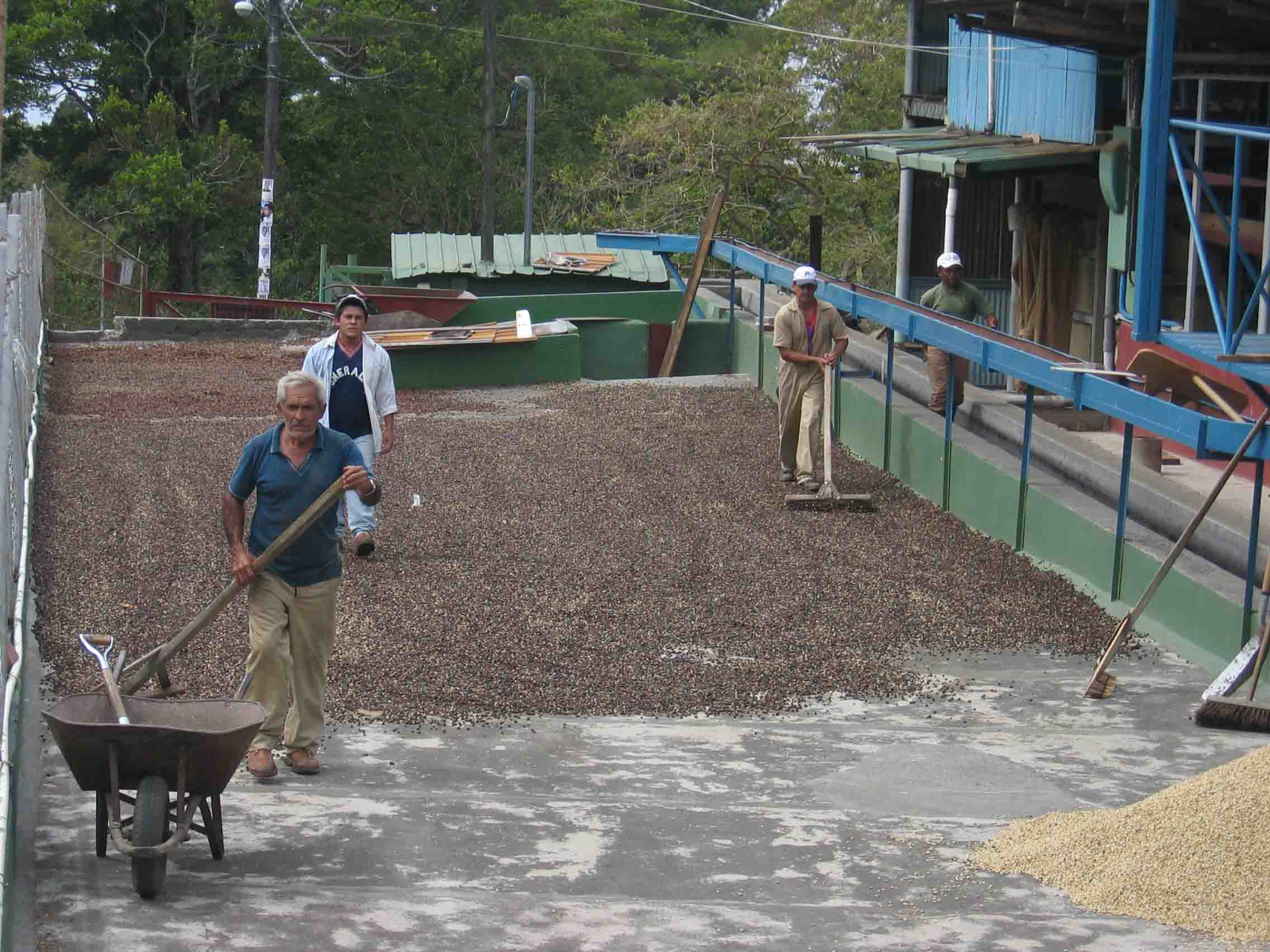
Séchage traditionnel à la main, Panama.
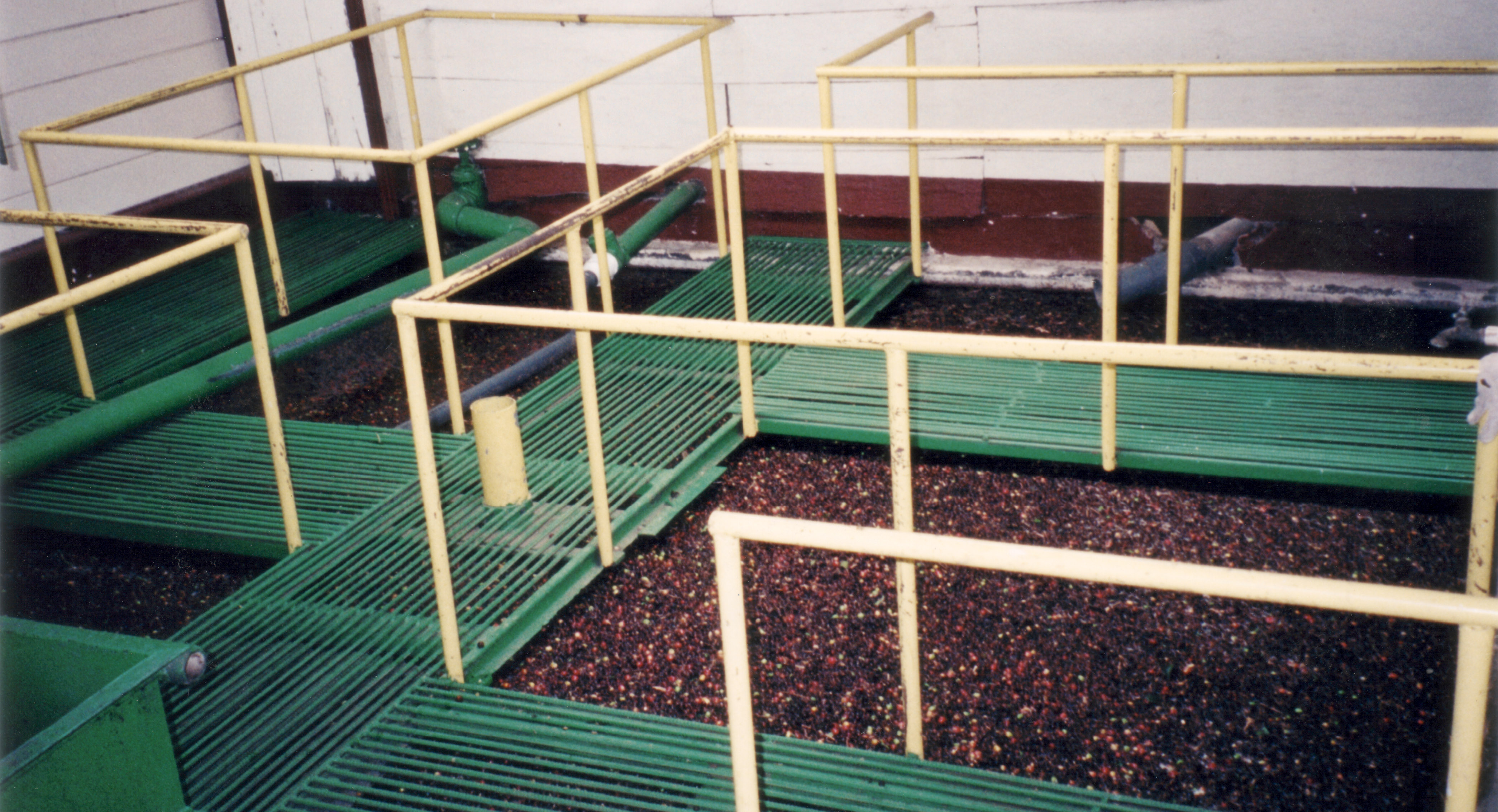
Triage des grains par séparation dans des vases d'eau.
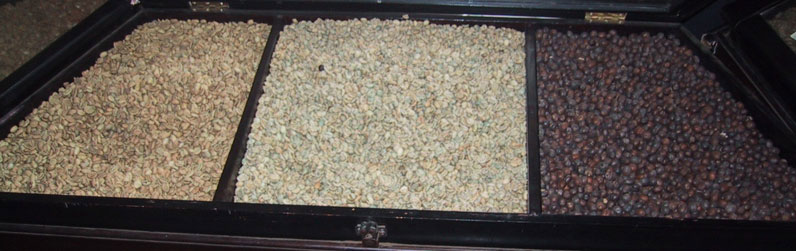
Grains à différentes étapes du séchage.

Le café peut être conservé, protégé par sa coque pendant un certain temps. Certaines récoltes sont même ainsi vieillies pour améliorer la saveur du café.
La dernière opération de préparation, permettant d'obtenir le café vert, consiste donc à décortiquer mécaniquement les grains. Elle débarrasse également le grain de sa peau fine argentée (le tégument). Les coques sont généralement récupérées et valorisées comme combustible.
Ce sont les grains séchés ou lavés, puis décortiqués qui s'échangent sur les marchés internationaux.

#### Décaféination
Pour pouvoir profiter du goût du café sans subir l'excitation qu'il provoque, des processus de décaféination ont été développés. La baisse du taux de caféine se fait cependant aux dépens des qualités gustatives. En outre, la décaféination n'est jamais totale. Une étude américaine a testé neuf marques de café décaféiné par chromatographie en phase gazeuse. Toutes sauf une contenaient de la caféine à dose très significative : de 8,6 mg à 13,9 mg (pour une moyenne de 85 mg dans le café non décaféiné, donc 10 à 15 % de la caféine brute), soit suffisamment pour provoquer une dépendance chez certains consommateurs .
Plusieurs procédés existent. Leur principe général consiste à tremper les grains dans de l’eau puis à extraire la caféine du liquide ainsi obtenu par ajout de solvant organique ou par adsorption sur du charbon activé, et enfin à refaire tremper les grains dans le liquide appauvri en caféine afin qu’ils réabsorbent les autres composés toujours présents. Le solvant, généralement un solvant chloré (chloroforme, trichloréthylène ou dichlorométhane), ou organique tel que le benzène ou l'acétate d'éthyle, n’est jamais en contact avec les grains, uniquement avec l’eau dans laquelle le grain a trempé. Il est ensuite éliminé par distillation. Il existe aussi une méthode de décaféination utilisant un jet de dioxyde de carbone sous pression, plus récente et réputée moins destructrice pour les arômes.

#### Torréfaction

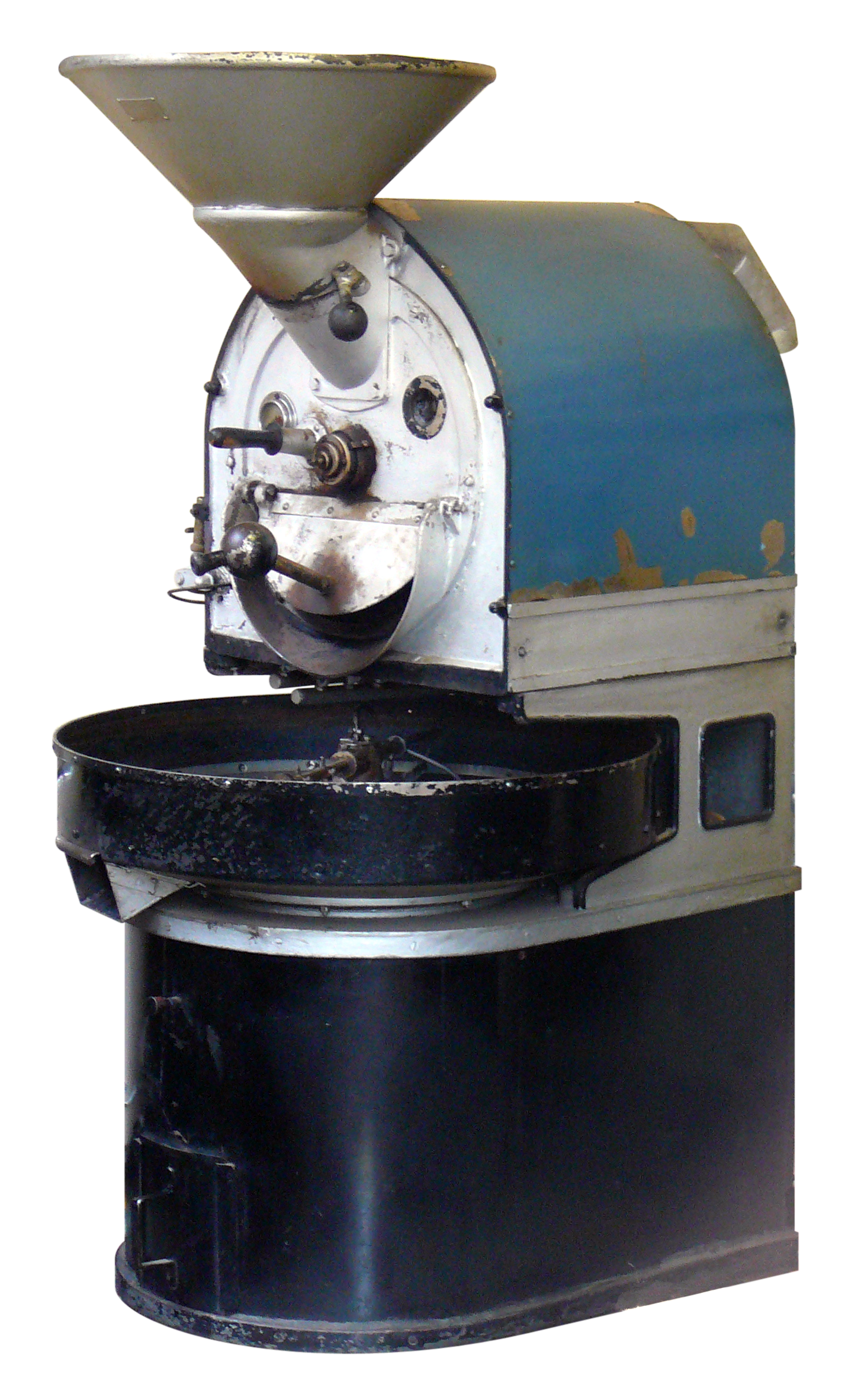
Machine à torréfier vers 1930.

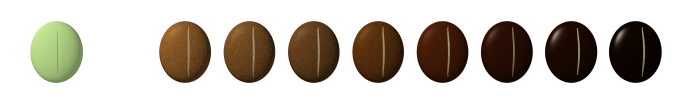
Niveaux de torréfaction :
blond, cannelle, médium, robe de moine, brun, brun foncé, mi-noir, noir.

Arrivés à destination, les grains sont torréfiés (fortement chauffés, on parle aussi de brûlage ou de grillage), ce qui développe leur arôme et leur donne leur couleur foncée. Ils sont ensuite moulus.
Avec la torréfaction, les grains doublent de grosseur. Au début de l'application de la chaleur, la couleur des grains verts passe au jaune, puis au brun cannelle. C'est à ce moment que le grain perd son humidité. Lorsque la température à l'intérieur atteint environ 200 °C, les huiles sortent des grains. En général, plus il y a d'huile, plus le café a de saveur.
Durant la torréfaction, les grains se fissurent d'une façon semblable à celle du maïs soufflé qui explose sous la chaleur. Il y a deux moments « d'explosion », qui sont utilisés comme indicateurs du niveau de torréfaction atteint.
Les grains deviennent plus foncés et libèrent davantage d'huile jusqu'à ce qu'on mette fin à la torréfaction, en les retirant de la source de chaleur.
Jusqu'au XIXe siècle, les grains étaient achetés verts et leur torréfaction se faisait à la poêle.

#### Mouture
Dernière étape de la préparation, les grains de café torréfiés doivent être moulus.
La finesse de la mouture est essentielle à la qualité de la boisson et doit être adaptée à sa méthode de confection. Plus l'exposition à l'eau brûlante est courte, plus la mouture doit être fine pour libérer rapidement les arômes alors que si le contact avec l'eau est prolongé, la mouture doit rester plus épaisse pour éviter de produire un café trop imprégné, au goût fort et amer. Cependant, si la mouture est vraiment trop grossière, il ne peut en résulter qu'une boisson insipide et délavée.
Le café moulu s'oxyde et perd assez rapidement ses arômes car la surface de contact avec l'oxygène de l'air est considérablement augmentée. Pour déguster pleinement un bon café, il est donc recommandé de moudre les grains au dernier moment. À défaut, la conservation sous vide du café moulu limite le contact du café à l'oxygène, et ainsi une trop grande perte d'arôme.

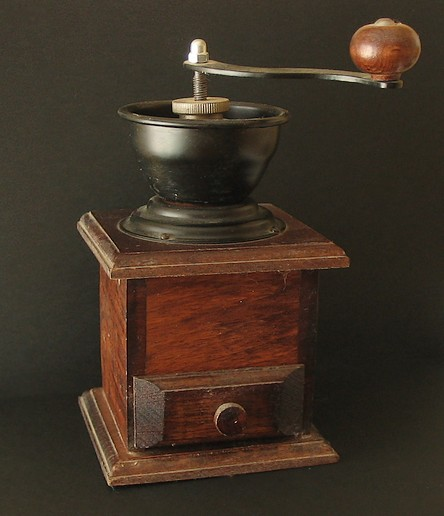
Ancien moulin à café de ménage.

Autrefois, les grains de café étaient écrasés à la meule de pierre ou au mortier et au pilon. L'invention et la fabrication du moulin à café, inspirées des moulins à poivre, accompagnent cependant la diffusion du café en Occident : de nombreux modèles professionnels ou domestiques se succèdent. Dès le XVIIe siècle, sous le règne de Louis XIV, on fabrique des moulins à café en fer, mais c'est à partir du XIXe siècle que les moulins à café pénètrent réellement de nombreux foyers, notamment les modèles de la société Peugeot frères dont le premier date de 1832. Aujourd'hui, l'énergie électrique a souvent remplacé la manivelle.

### Variétés
Selon l'espèce et la variété cultivée, selon la provenance et le mode de préparation des grains, les cafés présentent un grand éventail de saveurs, appréciées pour leur diversité par les amateurs, les variétés les plus cotées et les plus rares atteignant des prix très élevés.

## Consommation

### Préparation de la boisson

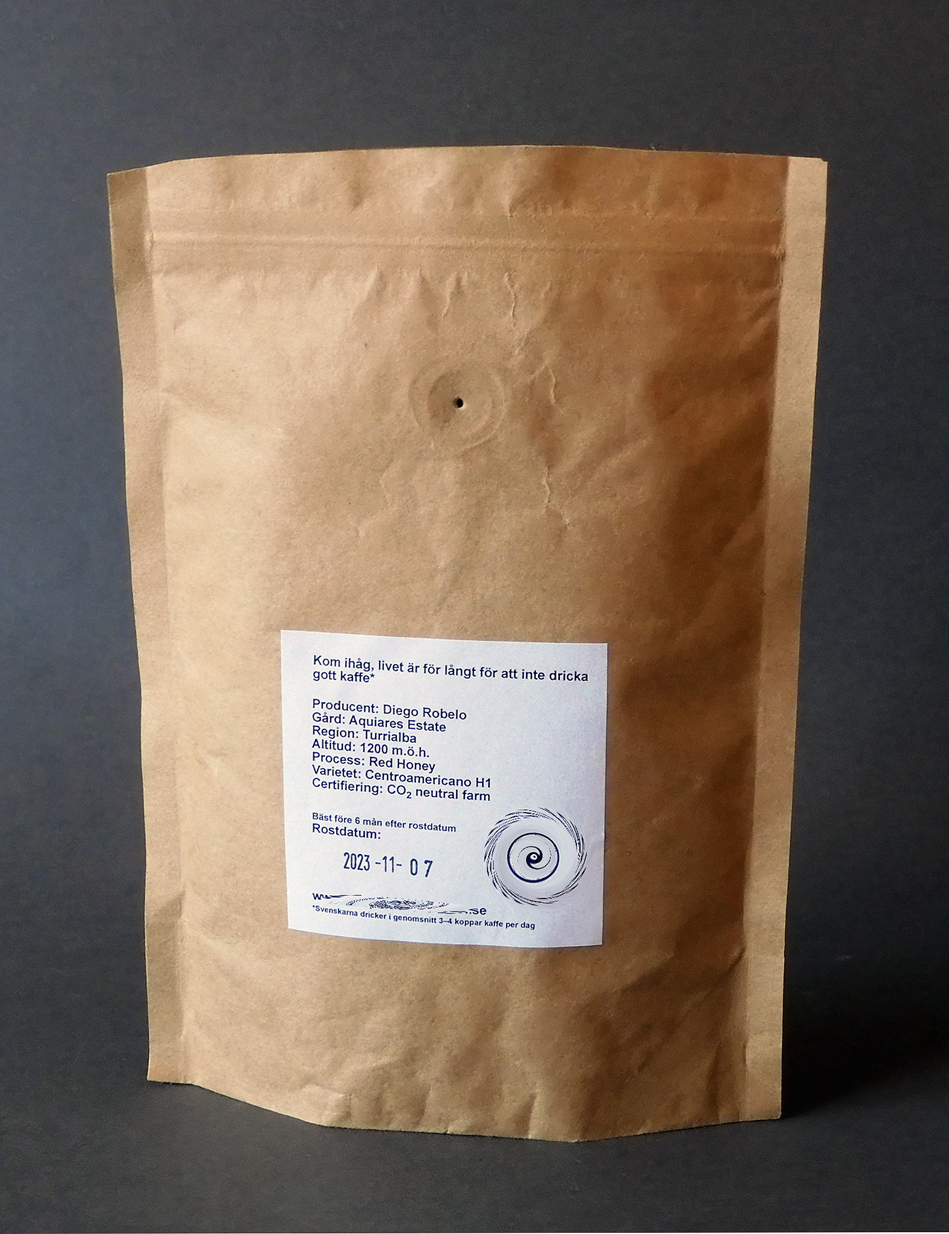
Sac spécial pour le café avec fermeture éclair et valve unidirectionnelle qui libère l'humidité pour éviter la moisissure.

Il existe de nombreuses manières de préparer la boisson. Le café instantané est l'une d'elles ; les autres méthodes sont plus traditionnelles, recourant aux grains fraîchement moulus, commercialisés moulus sous vide, au café en dosette (variante récente du café filtre et de l'expresso) ou encore au sachet de café, développé pour offrir la commodité du café instantané et en même temps maintenir la saveur du café filtre. On dénombre six modes de préparation du café, chacun conférant à la boisson obtenue des propriétés organoleptiques et compositions bien distinctes.
La boisson finale peut être plus ou moins concentrée, à côté de l'espresso italien très concentré, il existe des dilutions plus ou moins grandes aboutissant au café de type « américain », encore connu sous le nom de café de « bonne sœur », qui ressemble à une tisane.

#### Instantané
Le café instantané est une préparation de café lyophilisée ou atomisée. La poudre obtenue est à dissoudre simplement dans une tasse d'eau chaude. Le café instantané est plus rapide à préparer, facile à transporter et à conserver, et il ne laisse pas de marc de café dans la vaisselle.

#### Décoction
Il s'agit de la méthode la plus ancienne. On utilise cette méthode dans la préparation du café turc (ou café oriental, ou café grec, selon les pays). Une mouture extra-fine de café mélangée à de l'eau (environ trois cuillerées de café pour 300 ml d'eau) est portée à ébullition dans une cafetière arabe ou tout autre pot allant sur le feu. Des épices sont parfois ajoutées dans la mouture, notamment la cardamome.

#### Infusion

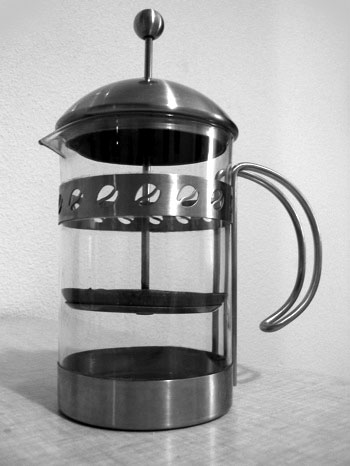
Cafetière à piston permettant l'infusion du café.

Cette méthode requiert l'usage d'une cafetière à piston. Dans un récipient en verre, un filtre sous la forme d'un piston permet la séparation du marc de la boisson en l'isolant au fond du récipient. Il existe une autre méthode d'infusion, nommée le Cupping (ou dégustation à la Brésilienne) qui se fait, cette fois-ci, dans une tasse prévue pour cette pratique de dégustation, sans filtration du marc. C'est ainsi que les professionnels goûtent le café à partir d'une mouture grossière dans une plantation ou une usine de torréfaction.

#### Lixiviation
C'est la méthode que l'on utilise couramment avec les cafetières électriques modernes. Le café filtre est préparé en faisant passer lentement de l'eau bouillante dans un filtre rempli de café moulu, donnant un lixiviat. À l'origine, ce filtre était une chaussette[réf. nécessaire], d'où l'expression « jus de chaussette » qui peut, encore aujourd'hui, désigner un café. De nos jours, les filtres jetables sont généralement en papier. Il existe aussi des filtres permanents, lavables, en nylon, et en acier inoxydable micro perforé.

#### Percolation

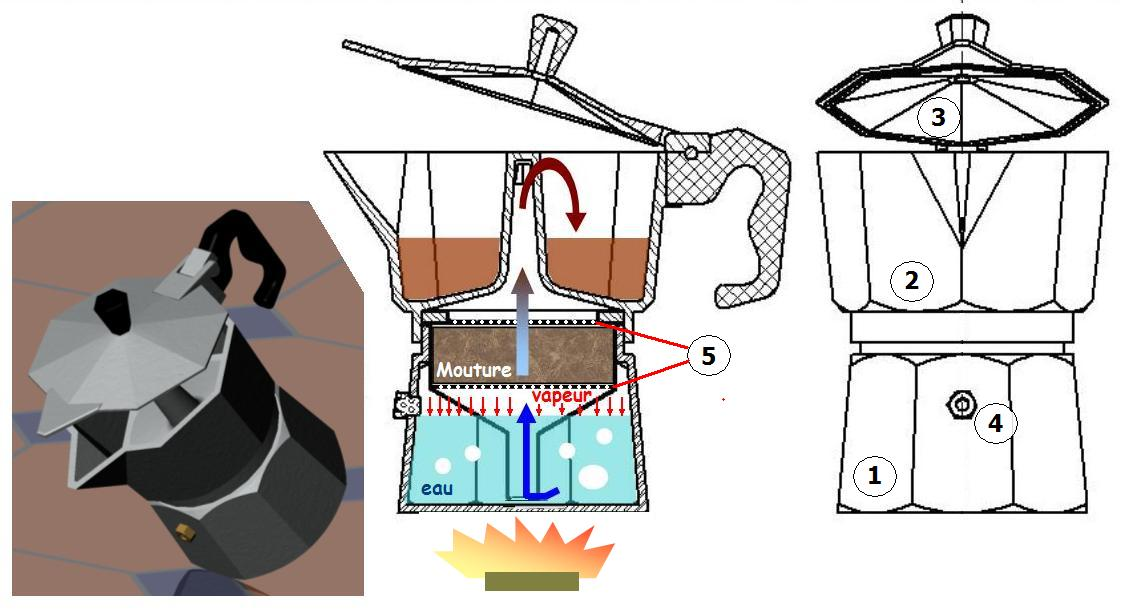
Principe de la cafetière italienne.

C'est le procédé utilisé par les cafetières italiennes. Il s'agit d'une lixiviation à vapeur forcée. Ce type de cafetière est constitué de deux compartiments (1) & (2) séparés par un porte-filtre (5) qui contient une dose de café. En chauffant, une partie de l'eau placée dans la cuve en vase clos s'évapore, ce qui produit de la vapeur qui pressurise la cuve (la vapeur occupant plus de volume que l'eau liquide) : ainsi l'eau encore liquide remonte par le tuyau du filtre, traverse le café et déborde en haut de la cheminée pour retomber finalement dans la verseuse. L'appareil sert à la fois à la préparation et au service.
Ces cafetières fonctionnent idéalement sur des plaques (électriques ou cuisinières à foyer bois/charbon). On affirme souvent que, sur le gaz, il faut baisser le feu lorsque l'eau commence à monter. À cela sont données deux motivations. En premier lieu, si l'eau vient à manquer dans la cuve, il y a risque de brûler le joint et le café. Ce risque se réalise toutefois en cas de présence prolongée de la cafetière sur le feu. En second lieu, il faudrait éteindre le feu avant que les « queues de percolation » ne remontent (fin de l'écoulement du café, qui remonte par brusques jaillissements et avec un glougloutement caractéristique) : en effet, à ce stade, l'eau est trop chaude et détruit certains arômes du café ou extrait certains aromes qui resteraient sinon dans la mouture. Empiriquement, les tests de gustations réalisées ne montrent pas d'efficacité ressentie de cette atténuation du feu en phase finale. Quant aux arômes de brûlé, ils ne semblent pas non plus contrecarrés par cette atténuation du feu. En revanche, divers laboratoires travaillent à des géométries différentes du réservoir d'eau qui pourraient contrecarrer ce phénomène.

#### Percolation sous haute pression
La percolation sous haute pression est un procédé qui permet de réaliser un expresso (de l'italien espresso, extrait par pression ; ne pas confondre avec « express », c'est-à-dire « très vite »). La différence avec la méthode précédente vient de la pression qui est établie au moyen d'un système de pompage : pompe rotative pour les machines professionnelles ou à vibration pour le grand public. Les machines plus anciennes utilisaient un piston hydraulique, et il en existe toujours où la pression est activée manuellement avec un levier. Elle permet une préparation rapide du café.

### Service

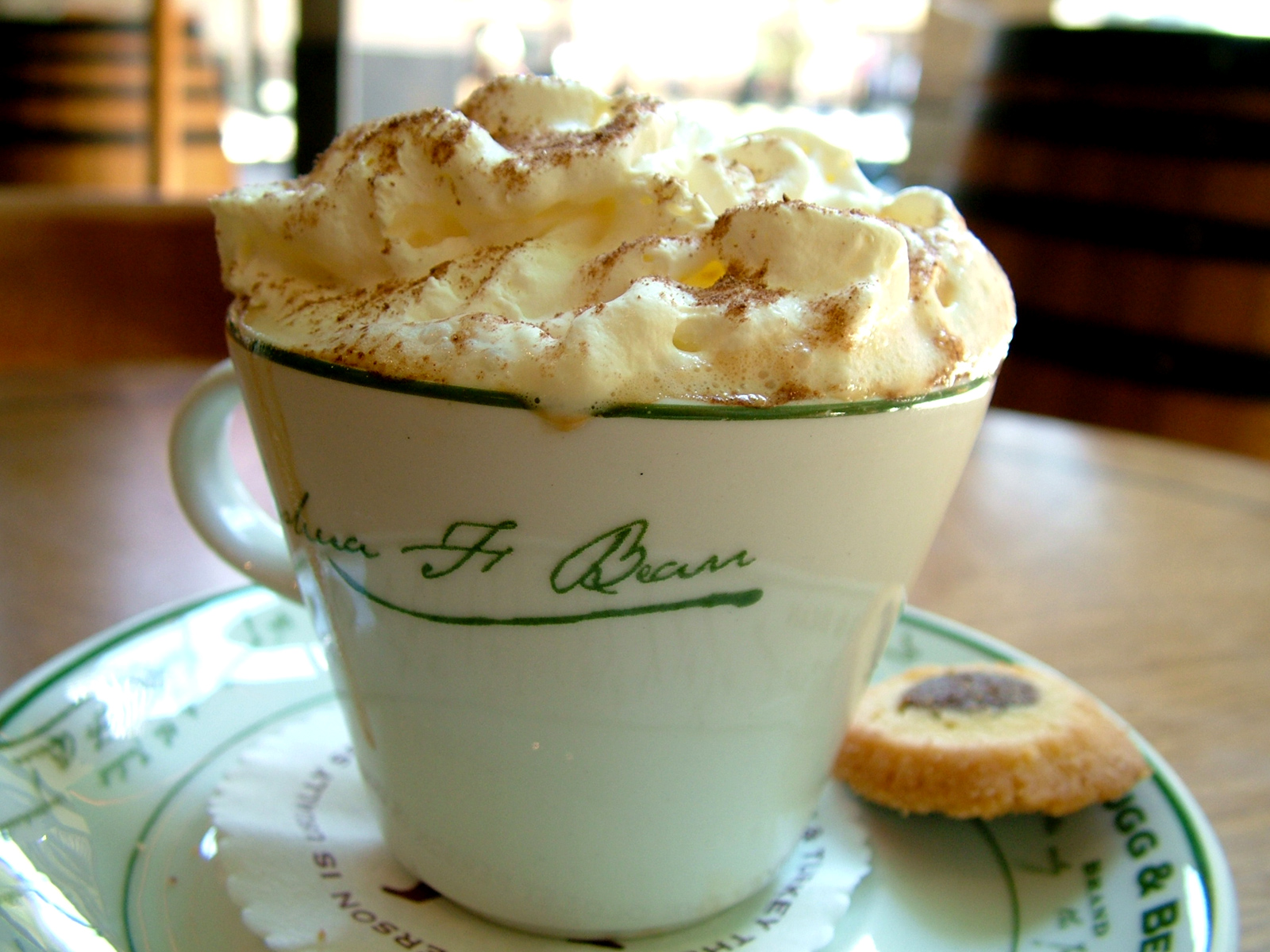
Café crème avec crème chantilly.

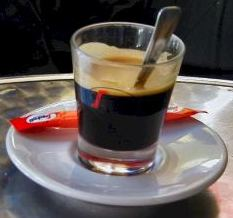
Expresso.

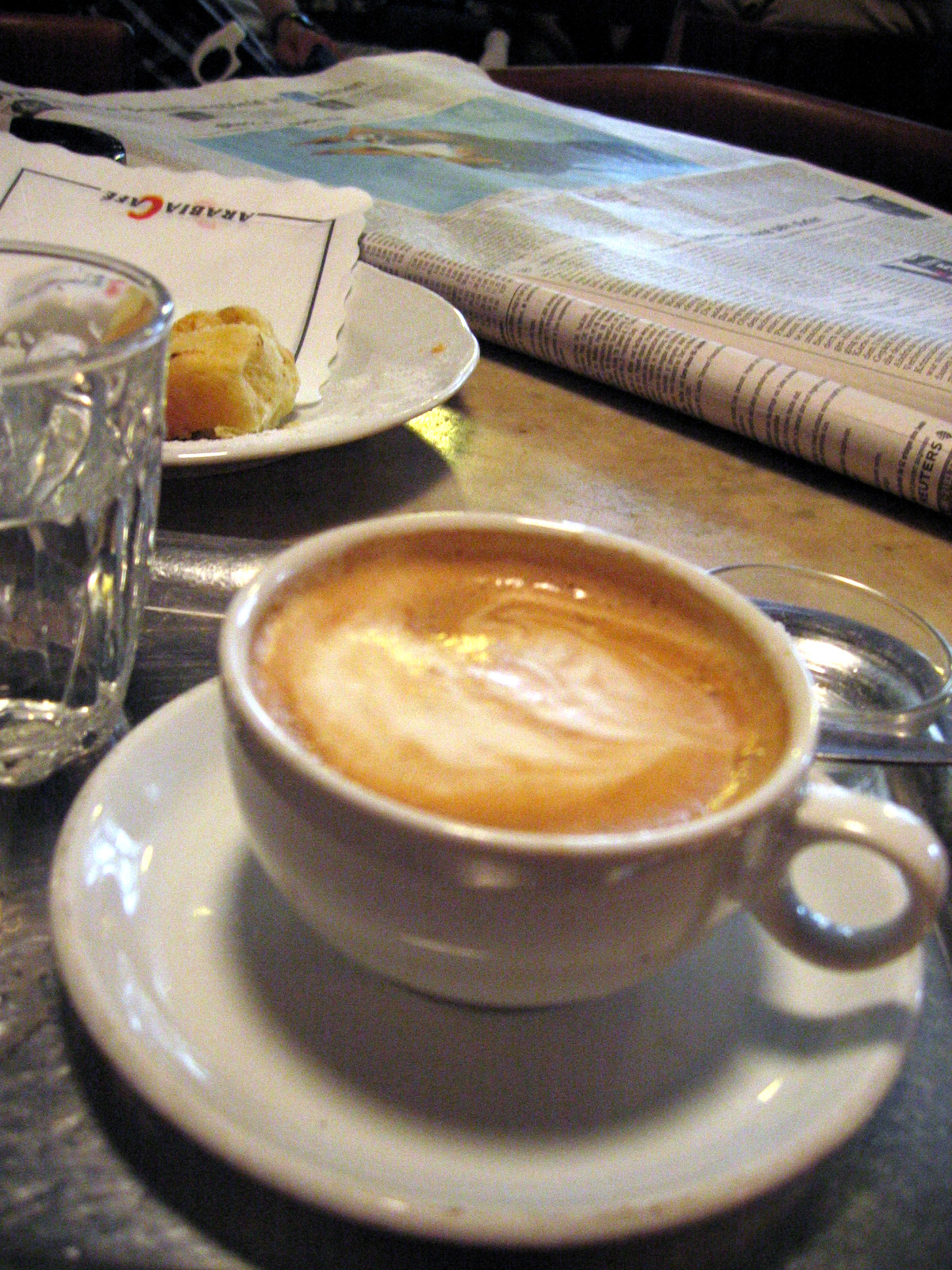
Café viennois.

Le café peut être servi tel quel, ou mélangé avec du lait ou de la crème et parfois accompagné d'un petit carré de chocolat appelé napolitain. Il est fréquemment sucré, et on lui ajoute parfois du chocolat ou des épices comme la cannelle, la noix de muscade, ou la cardamome. Il est en général servi très chaud, mais ne devrait pas être bu trop chaud, car cela est source d'un risque accru de cancer de l’œsophage (comme dans le cas du thé ou d'autres boissons),,,.
Des boissons glacées à base de café se sont récemment répandues. Le goût pour le café n'est pas spontané en raison de sa saveur forte et amère ; il se cultive et peut être source d'addiction.
Il existe une liste considérable de boissons au café, parmi les variantes les plus répandues de boissons au café, on peut mentionner :
- le café au lait, ou caffè latte, obtenu en mélangeant un volume de lait pour un volume de café (et avec un peu de lait mousseux au-dessus pour le latte qui est italien) ;
- le latte macchiato (lait tacheté) qui diffère du caffè latte par le fait que cette boisson contient plus de lait sous forme liquide et sous forme de mousse ;
- le café crème, un café dans lequel on ajoute un peu de crème fraîche ou un nuage de lait ; en Suisse romande, le café additionné de lait est appelé « renversé » ;
- la noisette, un expresso dans lequel on ajoute un peu de mousse de lait ;

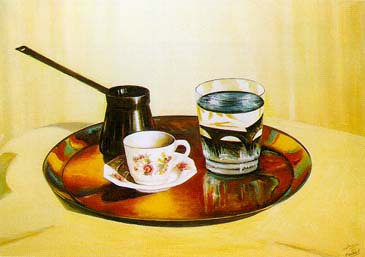
Service d'un café arabe avec son verre d'eau fraîche (Libye).

- Service d'un café arabe avec son verre d'eau fraîche (Libye).le cappuccino, c'est un expresso dans une tasse double, où l'on rajoute 1 tiers de lait et 1 tiers de mousse de lait ;
- l'americano consiste à rajouter sept fois son volume d'eau chaude à un expresso (suppression de la mousse contrairement au Long Black) ;
- le café cold brew, un café infusé à froid ;
- le café chocolaté, un café dans lequel on fait fondre un volume égal de chocolat ;
- le café Hélène, un café dans lequel on fait fondre un volume égal de Nutella ;
- le café liégeois, une boisson froide au café et à la crème glacée ;
- l'Irish coffee, une boisson alcoolisée préparée avec un volume de whisky pour trois volumes de café (et sa variante avec du calvados, le café normand) ;
- Moins courant : il existe aussi le French coffee avec du cognac, l'Italian coffee avec de l'amaretto, le Hasselt Koffie avec du genièvre et le champoreau ;
- le café viennois, ou espresso con panna, une préparation composée d'un expresso allongé assez clair, à laquelle on ajoute du lait chaud battu avec de la crème fouettée et le café viennois est agrémenté de chocolat en poudre ou en copeaux ;
- le brûlot charentais, café flambé au cognac ;
- le café Touba, épicé.

### Composition chimique
Environ 50 % de la matière sèche du grain de café vert (non torréfié) est constituée de glucides, essentiellement des polysaccharides. Les protéines représentent de 10 à 12 % et les lipides de 10 à 18 %.
Les grains de café sont appréciés pour leurs composés bioactifs : les acides chlorogéniques (de 5 à 9 % de la masse sèche) aux propriétés antioxydantes et la caféine (de 0,5 à 3,5 %) aux propriétés stimulantes. Un café instantané peut avoir 4,0 g de caféine pour 100 g.
Lors de la torréfaction, la composition change de manière radicale, une grande partie des acides chlorogéniques disparaissent et des lactones sont formées. La teneur en eau baisse, les polysaccharides sont dégradés, des pigments se forment (furanes polycondensés) et un arôme complexe se développe, formé d'alcools, de phénols, d'aldéhydes, de dérivés furaniques et pyrroliques, carbures, thiophènes, etc. De l'acrylamide est formé lors de la torréfaction.
Entre 12 et 24 % des polysaccharides des grains verts d'arabica sont dégradés par une torréfaction légère et entre 35 et 40 % pour une torréfaction poussée. Dans ce dernier cas, les arabinogalactanes sont les plus dégradés (60 %) puis viennent les mannanes (36 %) et enfin la cellulose connait une dégradation négligeable.
Il a été identifié plus de 800 composés aromatiques volatils dans le café torréfié dont 42 sont de nature phénoliques. Ils proviennent principalement de la dégradation thermique des acides chlorogéniques et de la lignine. Dans le café vert, quatre précurseurs d'arôme semblent pouvoir caractériser la qualité des arabica par rapport aux robusta : le saccharose, la trigonelline, les acides chlorogéniques et la caféine. Lors de la torréfaction, le saccharose donne des composés à valeur aromatique, comme les furanes, aldéhydes et acides carboxyliques. La trigonelline, un alcaloïde comme la caféine, contribue à la formation de furanes, pyrazine, alkyl-pyridines et pyrroles ; sa déméthylation donne l'acide nicotinique (vitamine B3). Tous ces arômes sont très appréciés des amateurs de café, à la différence de ceux provenant de la caféine, apportant de l'amertume, ou des acides chlorogéniques qui après dégradation thermique donnent des lactones amères.
Une étude comparative sur les accessions sauvages d'arabica (Éthiopie, Kenya) et de robusta (Afrique de l'ouest et du centre), a montré que C. arabica contenait plus de saccharose et de trigonelline et que C. canephora était plus riche en acides chlorogéniques et caféine :
| Grain de café vert (mg/100 g de matière sèche) | Grain de café vert (mg/100 g de matière sèche) | Grain de café vert (mg/100 g de matière sèche) | Grain de café vert (mg/100 g de matière sèche) | Grain de café vert (mg/100 g de matière sèche) |
| ---------------------------------------------- | ---------------------------------------------- | ---------------------------------------------- | ---------------------------------------------- | ---------------------------------------------- |
|                                                | saccharose                                     | trigonelline                                   | acides chlorogéniques                          | caféine                                        |
| C. arabica                                     | 9 230                                          | 1 190                                          | 4 100                                          | 1 220                                          |
| C. canephora                                   | 5 450                                          | 1 010                                          | 11 300                                         | 2 540                                          |

Plus la torréfaction est forte plus les acides chlorogéniques sont détruits (composé phénolique du café). Le saccharose est en plus grande quantité dans l'arabica que le robusta et plus la torréfaction est légère plus il abonde. De même, la trigonelline qui se dégrade à forte température a une teneur plus importante dans l'arabica léger. On observe le taux le plus élevé de caféine dans le café instantané :
La composition moyenne du café commercial est faite de :
| Grain de café torréfié (valeur nutritive pour 100 g) | Grain de café torréfié (valeur nutritive pour 100 g) | Grain de café torréfié (valeur nutritive pour 100 g) | Grain de café torréfié (valeur nutritive pour 100 g) |
| ---------------------------------------------------- | ---------------------------------------------------- | ---------------------------------------------------- | ---------------------------------------------------- |
| eau : 5,5 g                                          | cendres totales : 4,0 g                              | fibres : 19,8 g                                      | valeur énergétique : 1 660 kJ                        |
| protéines : 14,6 g                                   | lipides : 15,4 g                                     | glucides : 60,0 g                                    | sucres simples : 40,4 g                              |

La boisson préparée par passage d'eau chaude à travers du café moulu donne un liquide ayant perdu ses glucides, lipides et protéines et donc très peu énergétique mais ayant conservé ses polyphénols et sa caféine.
| Café, boisson (valeur nutritive pour 100 g) | Café, boisson (valeur nutritive pour 100 g) | Café, boisson (valeur nutritive pour 100 g) | Café, boisson (valeur nutritive pour 100 g) |
| ------------------------------------------- | ------------------------------------------- | ------------------------------------------- | ------------------------------------------- |
| eau : 99,4 g                                | cendres totales : 0,4 g                     | fibres : 0,4 g                              | valeur énergétique : 2 kJ                   |
| protéines : 0,1 g                           | lipides : 0,0 g                             | glucides : 0,0 g                            | sucres simples : 0,0 g                      |
| oligo-éléments                              |                                             |                                             |                                             |
| potassium : 66 mg                           | magnésium : 6 mg                            | phosphore : 2 mg                            | calcium : 2 mg                              |
| sodium : 0 mg                               | cuivre : 0 mg                               | manganèse : 80 µg                           | sélénium : 0,05 µg                          |
| vitamines                                   |                                             |                                             |                                             |
| vitamine C : 0 mg                           | vitamine B1 : 0 µg                          | vitamine B2 : 10 µg                         | vitamine B3 : 700 µg                        |
| vitamine B5 : 4 µg                          | vitamine B6 : 0 µg                          | vitamine B9 : 0,25 µg                       | vitamine B12 : 0 µg                         |
| vitamine A : 0,0 RE                         | rétinol : 0 µg                              | vitamine E : 0 mg                           | vitamine K : 0 µg                           |

Ce sont les acides chlorogéniques et la caféine qui retiennent l'attention pour leurs propriétés pharmacologiques remarquables.
| Les composés phénoliques du café arabica (boisson) | Les composés phénoliques du café arabica (boisson) |
| Acides-phénols                                     | Acides-phénols                                     |
| -------------------------------------------------- | -------------------------------------------------- |
| acide 5-caféylquinique acide chlorogénique         | 43,09 mg·100ml-1                                   |
| acide 4-caféylquinique                             | 19,00 mg·100ml-1                                   |
| acide 4-férulylquinique                            | 13,26 mg·100ml-1                                   |
| acide 5-férulylquinique                            | 4,64 mg·100ml-1                                    |
| acide 3,4-dicaféylquinique                         | 3,53 mg·100ml-1                                    |
| acide 3,5-dicaféylquinique                         | 2,65 mg·100ml-1                                    |
| acide 4,5-dicaféylquinique                         | 1,54 mg·100ml-1                                    |
| Total                                              | 87,71 mg·100ml-1                                   |
| Autres polyphénols                                 |                                                    |
| Catéchol (1,2-dihydrobenzène)                      | 0,54 mg·100ml-1                                    |
| Pyrogalol (1,2,3-trihydrobenzène                   | 0,39 mg·100ml-1                                    |
| 3-méthylcatéchol                                   | 0,11 mg·100ml-1                                    |
| 4-éthylcatéchol                                    | 0,13 mg·100ml-1                                    |

Une grande tasse de café arabica (20 cL d'eau et 4,0 g de café instantané) procure d'après ces données environ 175 mg d'acides chlorogéniques. Un non buveur de café ingère en général, moins de 100 mg d'acides chlorogéniques par jour, alors qu'un petit ou grand buveur de café, en prendra de 100 à 200 mg.
Ainsi, la boisson de café a un contenu en polyphénols totaux très élevé : exprimé en équivalent d'acide chlorogénique son extrait sec contient 323 mg/g, ce qui correspond à environ 100 ml de liquide. Il fait partie avec le vin rouge, des boissons ayant la plus grande activité antioxydante. Avec un indice ORAC total de 2 541 μmol TE·g-1, il se trouve au niveau du vin rouge de merlot, du jus de myrtilles et très au-dessus du thé vert.
Comme pour toutes les boissons d'origine végétale, il est difficile d'évaluer la composition d'une tasse de café (10 cL d'eau). Pour la caféine par exemple, elle varie suivant l'espèce (arabica/canephora), le cultivar, le lieu et la méthode de culture et de récolte, le degré de torréfaction et quand le paquet de café arrive entre nos mains, de la méthode de préparation. Préparer une grande quantité de café, fait diffuser plus longtemps l'eau dans le café moulu et extrait plus de caféine (pour un rapport café moulu / eau constant). En moyenne c'est 276 mg·L-1 de caféine dans les cafés arabica (dans un intervalle de 190-456). Les cafés arabica, de torréfaction moyenne, donnent des boissons contenant entre 280 mg·L-1 et 808 mg·L-1. Si on retient la valeur haute correspondant mieux aux habitudes françaises, on trouve 60 mg de caféine pour une petite tasse de café (7,5 cL). L'analyse des expresso, tels qu'ils sont vendus en Australie, aboutit à 106 mg de caféine par expresso, avec une concentration de 2 473 mg·l-1. 
Selon l’emballage d'un café instantané, une consommation modérée c’est d’1 à 4 tasses par jour (80 à 320 mg de caféine par 24 heures).

### Activité antioxydante et antiradicale
La méthode ORAC (oxygen radical absorbance capacity) est l'une des méthodes les plus utilisées pour la détermination de l'activité antioxydante. Une nouvelle génération de test ORAC, nommée total ORAC pour les aliments et la nutrition (Total ORAC FN) a été introduite par les Brunswick Laboratories (Norton, MN, USA) en 2008. L'analyse par cette méthode des grains de café a donné des valeurs très supérieures au test ORAC classique. Les différentes techniques d'extraction (à l'éthanol, en une ou plusieurs étapes) et de préparation des fruits (lyophilisés ou séchés à l'air) ont donné des activités antioxydantes différentes fortement corrélées aux teneurs en acides chlorogéniques. Les extraits de café obtenus par extraction à l'éthanol en plusieurs étapes présentent une teneur en acides chlorogéniques et une activité ORAC totale supérieures à celles des extraits en une étape, à celles des fruits lyophilisés ou séchés à l'air.
| Activité ORAC totale des fruits de café en μmole Trolox equivalent/g | Activité ORAC totale des fruits de café en μmole Trolox equivalent/g | Activité ORAC totale des fruits de café en μmole Trolox equivalent/g | Activité ORAC totale des fruits de café en μmole Trolox equivalent/g | Activité ORAC totale des fruits de café en μmole Trolox equivalent/g |
| -------------------------------------------------------------------- | -------------------------------------------------------------------- | -------------------------------------------------------------------- | -------------------------------------------------------------------- | -------------------------------------------------------------------- |
| Extraction                                                           | éthanol en plus. étapes                                              | une étape                                                            | lyophilisation                                                       | séchage                                                              |
| Ac. chlorogéniques tot.                                              | 76,5 %                                                               | 45,0 %                                                               | 8,79 %                                                               | 4,53 %                                                               |
| Total ORAC FN                                                        | 64 354                                                               | 28 237                                                               | 4 768                                                                | 3 439                                                                |

Les activités antioxydantes du café, du cacao et du thé, évaluées par le modèle de l'oxydation in vitro des lipoprotéines de basse densité LDL, quoique très variables, vont en décroissant, dans l'ordre café soluble > cacao > thé vert > thé noir
| Activité antioxydante mesurée par le temps de latence de l'oxydation du LDL | Activité antioxydante mesurée par le temps de latence de l'oxydation du LDL | Activité antioxydante mesurée par le temps de latence de l'oxydation du LDL | Activité antioxydante mesurée par le temps de latence de l'oxydation du LDL | Activité antioxydante mesurée par le temps de latence de l'oxydation du LDL |
| Café soluble                                                                | Cacao                                                                       | Thé vert                                                                    | Thé noir                                                                    |                                                                             |
| --------------------------------------------------------------------------- | --------------------------------------------------------------------------- | --------------------------------------------------------------------------- | --------------------------------------------------------------------------- | --------------------------------------------------------------------------- |
| 292-948                                                                     | 217-444                                                                     | 186-338                                                                     | 67-277                                                                      |                                                                             |

Les grains de café Robusta vert présentaient une activité antioxydante deux fois plus élevée que celle de l'Arabica, mais après une torréfaction légère, cette différence s'estompe, et elle s'inverse même après une forte torréfaction. En conclusion, ces boissons couramment consommées ont une activité antioxydante importante, la plus élevée étant celle du café soluble.
L'activité antioxydante doit être distinguée de l'activité antiradicalaire. L'activité antiradicalaire se caractérise par la capacité des composants à réagir avec les radicaux libres alors que l'activité antioxydante représente la capacité d'inhiber le processus d'oxydation. Après séparation par filtration sur gel de café torréfié Robusta, les mesures ont montré que la fraction ayant la plus forte activité antiradicalaire était celle contenant le plus l'acide 5-O-caféoylquinique (acide chlorogénique). Ces études ont établi un lien direct entre la consommation de café et la réduction du risque de maladies neurodégénératives, dont la maladie de Parkinson.
Une autre méthode, dite méthode ampérométrique (AM), consiste à mesurer le courant électrique qui se produit pendant l'oxydation du produit à analyser (analyte), sur la surface de l'électrode de travail. Le signal est enregistré sous forme de courbes de sortie différentielles. Des antioxydants bien connus, comme la quercétine, la dihydroquercétine, le mexidol (en), le trolox, l'acide gallique, etc. peuvent être utilisés comme substances de référence. La méthode ampérométrique présente l'avantage d'être rapide, de se faire en temps réel, d'être précise et reproductible. C'est la seule méthode qui permet de mesurer directement tous les antioxydants d'un échantillon.
Une première base de données a été constituée par Yashin, Nemzer et al. (2010) du contenu en antioxydant total de 1 140 aliments et boissons, déterminés par la méthode ampérométrique. Énormément de facteurs influent sur le contenu en antioxydant total de chaque aliment. Pour le café, citons la variété du caféier, la zone géographique d'origine, le sol, l'altitude, la méthode de traitement après la récolte, etc. Pour des cafés fournis par la compagnie “Freshly Roasted Coffee”, les auteurs ont obtenu les valeurs suivantes :
| Contenu antioxydant total (TAC) en mg/g | Contenu antioxydant total (TAC) en mg/g | Contenu antioxydant total (TAC) en mg/g | Contenu antioxydant total (TAC) en mg/g | Contenu antioxydant total (TAC) en mg/g |
| --------------------------------------- | --------------------------------------- | --------------------------------------- | --------------------------------------- | --------------------------------------- |
| Guatemala Maragogype                    | Éthiopie Yirgacheffe                    | Mexique                                 | Costa Rica                              |                                         |
| 32,1                                    | 28,6                                    | 24,1                                    | 23                                      |                                         |

### Propriétés

#### Propriétés stimulantes et addictives

La molécule de caféine.

Le café contient de la caféine, alcaloïde ayant, entre autres, des propriétés stimulantes. Pour cette raison, il est surtout consommé le matin ou pendant les heures de travail, et, parfois, tard dans la nuit, par ceux qui veulent rester éveillés et concentrés. Le café décaféiné, ou « déca », dont l'essentiel de la caféine a été retiré (il reste 10 mg de caféine par tasse), permet de profiter du goût du café sans la stimulation. Il existe aussi des tisanes dont le goût s'approche du café, mais qui ne contiennent pas de caféine.
La dépendance au café, plus précisément à la caféine (qui peut apparaître à partir d'une tasse par jour déjà), est très répandue et le sevrage donne lieu sur une faible proportion de la population à des symptômes observables (maux de tête, somnolence) pendant quelques jours, tout au plus une semaine. En effet, peu de temps après l'avoir ingéré, le café passe au travers de notre intestin grêle et se dissout dans le sang. Par sa nature soluble, il peut pénétrer et se dissoudre dans les liquides à base d'eau (donc dans le sang) et dans les graisses, c'est ainsi qu'il arrive à passer la barrière hémato-encéphalique et à entrer dans le cerveau. La molécule du café étant proche de celle de l’adénosine (responsable de la sensation de fatigue), elle va se positionner sur les récepteurs qui lui sont normalement attribués, puis les bloquer.
Parallèlement, quand ces récepteurs sont bloqués, certaines substances du cerveau comme la dopamine sont d'autant plus efficaces, et le surplus de molécules d'adénosine restant en libre circulation dans l'environnement amplifie la sécrétion d’adrénaline. La caféine est donc un révélateur de stimulants. Cette perturbation du fonctionnement naturel des molécules et de leurs récepteurs va entraîner un dérèglement à plus long terme avec une surproduction de certaines molécules pour contrer les effets secondaires. On comprend ainsi pourquoi dès que l'on arrête de consommer du café, cela entraîne une nouvelle perturbation du fonctionnement du cerveau.
La caféine intensifie la transmission dopaminergique dans le noyau accumbens, effet qui se traduit par une sensation de plaisir et de confort. Pour les neuropsychopharmacologues Costentin et Delaveau, la caféine et les méthylxanthines « sont des drogues, car elles suscitent un plaisir et des effets qui incitent à des usages réitérés, qui bientôt confinent au besoin ».
Lors de la préparation d'un café, plus la durée de contact avec l'eau est grande et plus le taux d'extraction de la caféine est important. Donc, contrairement à une idée préconçue, entre les deux types d'expresso, un café allongé sera plus excitant qu'un café serré, car la durée de contact eau/café est plus importante. De plus, plus la surface de contact entre le café et l'eau est augmentée, par exemple en moulant le café plus fin, plus le café obtenu aura un taux de caféine élevé.
L'arabica, plus onéreux que le robusta, contient plus de saveur et moins de caféine. C'est pour cette raison que l'on trouve souvent des mélanges d'arabica et de robusta.

#### Propriétés gustatives
Comme pour d’autres produits, tels que le vin, l’arôme joue un rôle prépondérant dans le plaisir qu’on éprouve à boire une tasse de café. Cet arôme est perçu par la muqueuse nasale soit directement, par le nez, soit rétronasalement par le pharynx lorsque les composés volatils remontent vers la muqueuse olfactive.
On dénombre au moins huit cents composés chimiques dans le café. Leur proportion et leur nature déterminent la spécificité du café en question. À titre d’exemple, et pour citer quelques composés majoritaires, on trouve : la vanilline, le gaïacol et le 4-éthylgaïacol (phénoliques et épicés), la 2,3-butadione (arôme de beurre), la 2-méthoxy-3-isobutylpyrazine (terreux), le méthional (pomme de terre et sucré) et enfin le 2-furfurylthiol (arôme, simplement, de café). D’autres composés procurent des sensations de noisette, noix, caramel et, de façon plus surprenante, de champignon, viande, etc.
La plupart de ces composés se dégradent à l’air et à la lumière, ce qui explique le conseil usuel de conserver le café moulu dans un récipient hermétique sous vide, à l’abri de la chaleur et de la lumière. Conserver le café sous forme de grains et le moudre au dernier moment minimise la surface de contact avec l’air, et donc la probabilité de dégradation des arômes.

#### Propriétés thérapeutiques
Les effets du café sont multiples et incomplètement étudiés. La caféine augmente la pression artérielle, augmente la résistance vasculaire et provoque une augmentation de l'activité de la rénine. Les mécanismes de ces effets demeurent inconnus. Toutefois, la caféine est un antagoniste connu des récepteurs à l'adénosine, récepteurs dont l'activation pourrait expliquer les effets décrits ci-dessus, sans qu'on connaisse le détail des cascades de réactions biochimiques en aval de ce récepteur et aboutissant finalement à l'effet observé.
La caféine du café a des effets sur le système cardiovasculaire : stimulation du cœur et augmentation de la fréquence cardiaque. Le café possède par ailleurs un effet hypertenseur et est déconseillé aux patients atteints de troubles cardiovasculaires graves ou chroniques. Cependant, une étude suggère un effet anti-hypertenseur des grains de café vert sur un modèle animal d'hypertension. Une étude suggère que le café pourrait exercer son activité sur le système cardiovasculaire d'un organisme soumis à un exercice dynamique (exercice) en modifiant les paramètres comme la conductance vasculaire prise sur l'avant-bras ou la vitesse du flux sanguin mesurée dans la même région au cours de l'exercice.
Globalement, la consommation modérée de café (trois à cinq tasses par jour) semble diminuer le risque de survenue de maladies cardiovasculaires, la mortalité globale et la mortalité cardiaque, une plus forte consommation annulant ce bénéfice.
Le café apporte aussi des minéraux (potassium), de la vitamine B3. Cependant, il diminue aussi l'absorption de certaines vitamines B et du fer.
Des résultats corrèlent la prise de café avec une plus faible incidence de diabète de type II. Cela semble être vrai tant pour le café normal que pour le café décaféiné et le thé. Le café inhibe le facteur de transcription NF-κB dont l'activation constante pourrait contribuer à la perte de sensibilité à l'insuline (caractéristique du diabète de type II).
Ces effets pourraient être liés (au moins en partie) à la présence d'acide chlorogénique. On sait par ailleurs, que cet acide est capable de réduire la résorption intestinale du glucose et donc son passage dans le sang,. Il a été observé que le café accroît la production d'une hormone intestinale, l'incrétine GLP-1, en raison de l'effet inhibiteur de l'acide chlorogénique sur l'absorption du glucose. L'incrétine libérée dans le sang va stimuler la production pancréatique d'insuline.
Une corrélation entre consommation de café et diminution du risque de goutte chez les hommes a aussi été suggérée. Cette diminution peut atteindre 40 % à partir de quatre tasses par jour. Cette relation n’a pas été retrouvée avec le décaféiné ou le thé. Selon cette étude, le café serait bénéfique également contre la maladie d'Alzheimer, le diabète de type 2 (aussi appelé « diabète insulinorésistant » ou « diabète de l'âge mûr »), le cancer du foie et sans doute certains autres cancers (l'étude se poursuit).
La caféine a des effets bénéfiques dans la prévention de la maladie de Parkinson par des effets neuroprotecteurs contre la dégénérescence des neurones dopaminergiques.
Outre la caféine, d'autres éléments constitutifs du café ont été corrélés à divers processus métaboliques. Par exemple, la présence d'antioxydants comme l'acide chlorogénique dans le café préviendrait les dégâts cellulaires dus aux radicaux libres. Selon l'ASIC (l'Association Scientifique Internationale du Café), cette action « anti-âge » serait due aux polyphénols contenus dans le café mais serait à relativiser car le café « a aussi bien des effets bénéfiques que nuisibles in vitro, ces effets étant dépendants de la dose ».
Une revue des travaux de 2003 avait conclu qu'aucun effet néfaste n'existaient sous 400 mg par jour et de 300 mg pour les femmes enceintes. Ceci n'a pas été confirmé par une étude plus récente et ayant porté sur 59 123 femmes ayant eu un bébé à la suite d'une grossesse sans complication : la caféine selon cette étude est bien facteur de risques de réduction de taille du bébé même à la dose qu'il n'est pas recommandé de dépasser en Europe du Nord (200 mg/j) et plus encore à la dose de 300 mg/J que l'OMS considérait comme sans risque.
Cette étude, et une autre étude de 2011, ont cependant confirmé l'absence de risque de prématurité à ces doses.
Selon qu'elle vienne du café ou du thé ou du chocolat, la caféine peut avoir des effets différents. Par exemple, la caféine du café allonge le temps de grossesse par rapport à la moyenne (durée accrue de 8 h pour 100 mg/jour ingérés de caféine provenant du café), mais pas celle provenant d'autres sources.
On peut noter que la caféine est la seule molécule psychotrope dont l'utilisation soit permise de manière non contrôlée par la FDA aux États-Unis.

### Aspects sociaux de la consommation

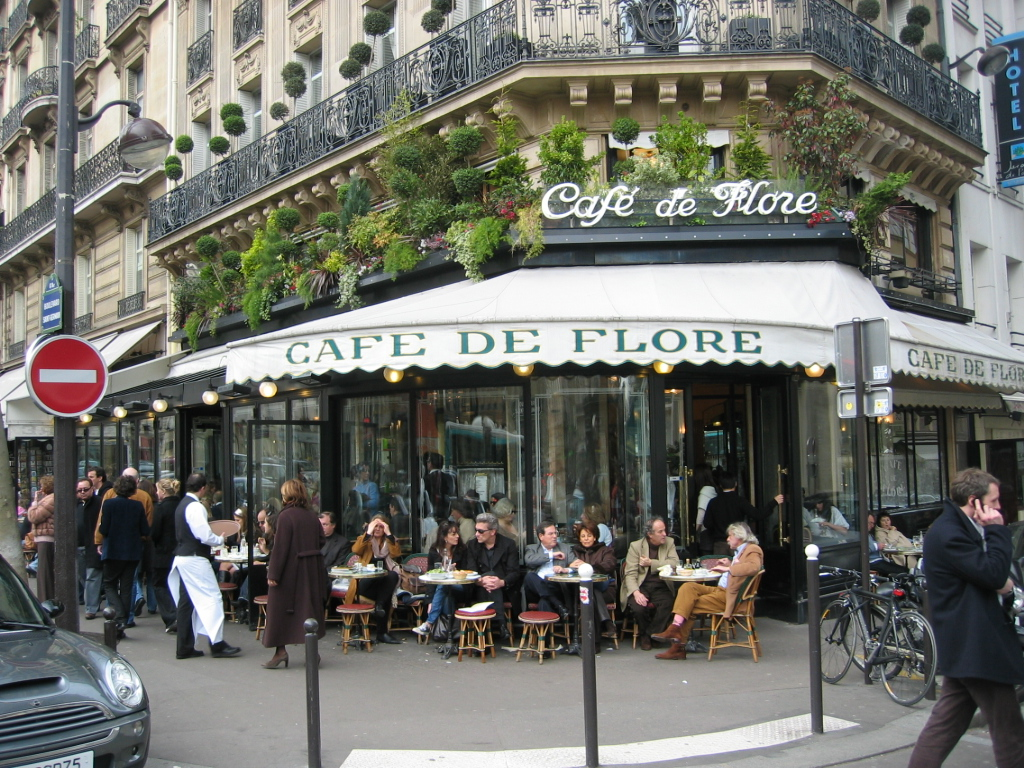
Le Café de Flore à Saint-Germain-des-Prés à Paris.

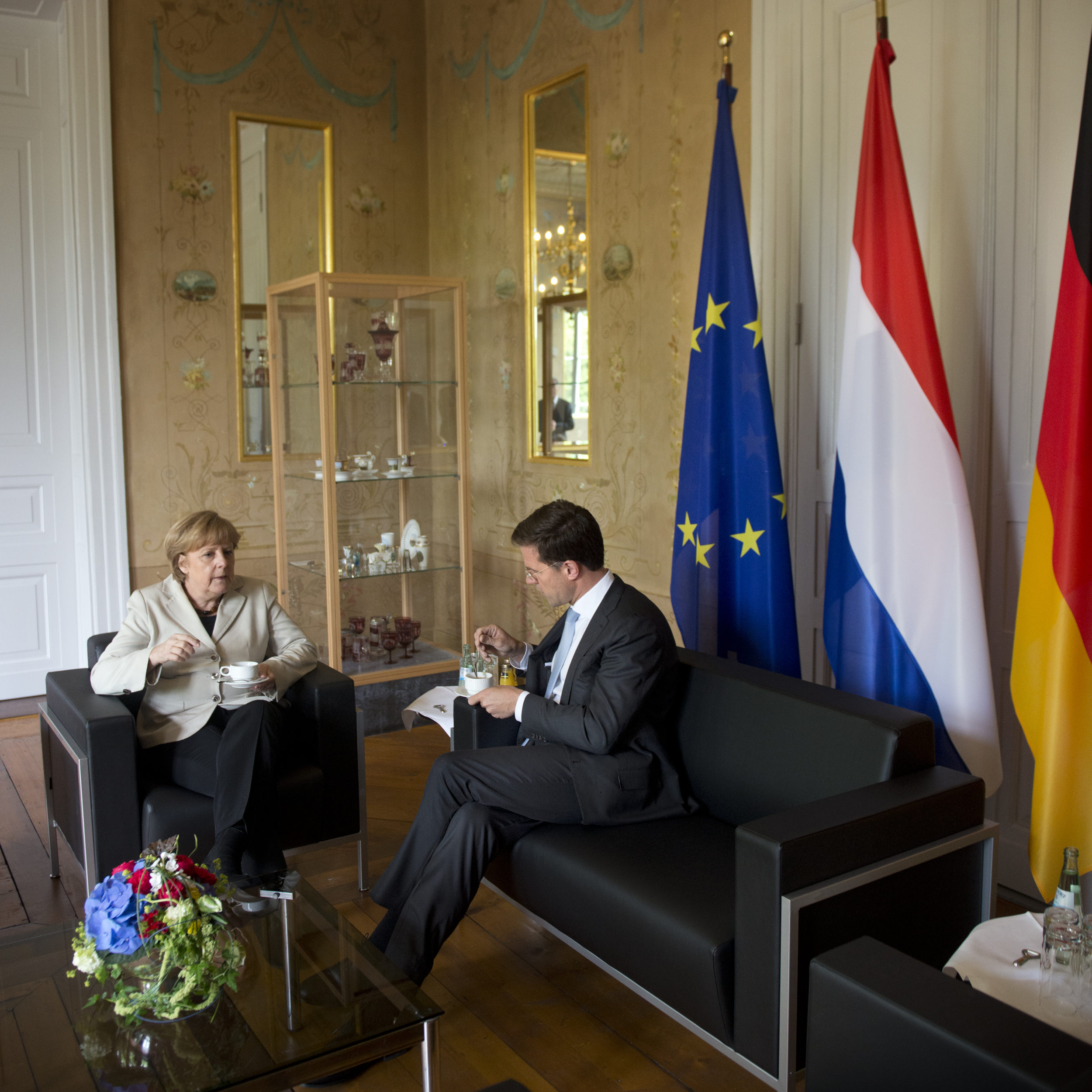
Café pris durant une conversation entre Mark Rutte et Angela Merkel.

Un café est aussi l'endroit où l'on consomme typiquement du café. En revanche, un « café » peut d'autre part signifier un événement culturel ou social, ou simplement un lieu propice au travail personnel, à la détente, à la création ou aux rencontres.

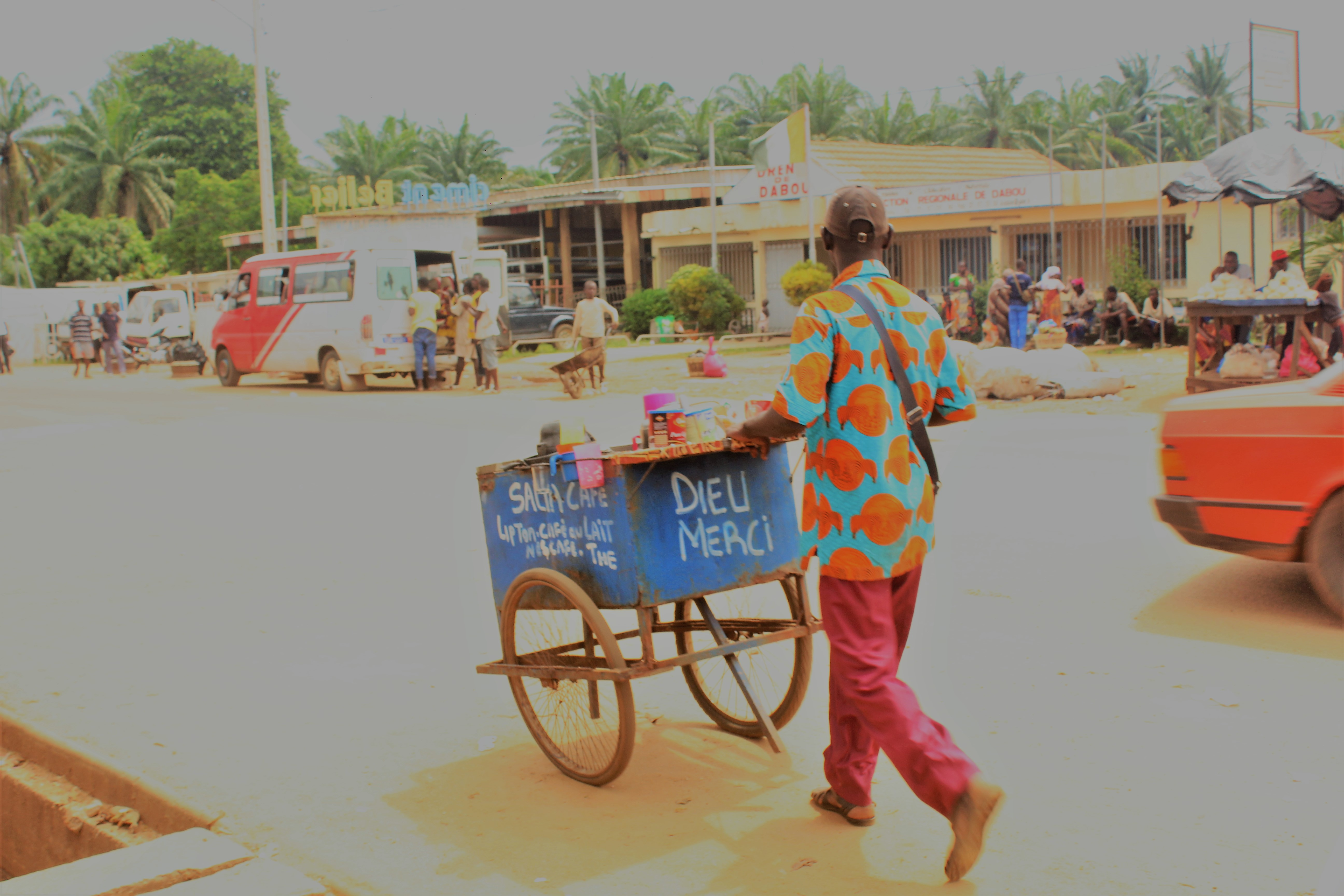
Vente de café dans les rues d'Abidjan, en Côte d'Ivoire.

Dans la culture des cafés, on distingue les cafés littéraires et leurs dérivés, les cafés-concerts, les manga-cafés, les coffee-shop, les cybercafés... etc. De nos jours, au XXIe siècle, dans le milieu du travail, la « pause café » est un moment de discussions informelles entre collègues, culturellement important. Ce moment de détente au sein du travail a été caricaturé par la série humoristique Caméra Café où le spectateur observe du point de vue de la machine à café.

### Autres usages du café
L'extrait de café est employé en confiserie et en pâtisserie pour aromatiser glaces, bonbons, macarons, tiramisu… ainsi que pour confectionner le moka traditionnel (un biscuit de Savoie enrobé d'une épaisse couche de crème au beurre, au sucre et au café).
La caféine, qui peut être extraite du café, entre, pour ses propriétés stimulantes, dans la composition de certains sodas, de certaines boissons énergisantes ou de certains médicaments. Les grains de café, après torréfaction et infusion, sont distillés afin de produire des crèmes ou la liqueur de café. En Éthiopie, les chamans le recommandent à titre médicinal pour traiter les maux de tête, de ventre ou musculaires. L'écorce humidifiée, elle, est appliquée sur les plaies, et la graine bleue doit être croquée en cas d'insomnie.
Le café a un fort pouvoir désodorisant. On peut par exemple placer un peu de café moulu ou de marc de café dans son réfrigérateur pour le débarrasser de ses mauvaises odeurs. Certaines entreprises de textile intègrent du marc de café à leurs tissus pour leur donner un pouvoir désodorisant.

## Effets sur la santé
Une méta-analyse de 2017 a révélé que la consommation de café est généralement sans danger dans les limites de consommation habituelles et qu'elle est plus susceptible d'améliorer la santé que de causer des dommages à des doses de 3 ou 4 tasses de café par jour. Les exceptions comprennent un risque accru de fractures osseuses chez les femmes et un risque accru chez les femmes enceintes de perte fœtale ou de poids inférieur à la normale du bébé à la naissance. Une étude de 2021 indique qu'une consommation excessive (de l’ordre de 6 tasses par jour) serait corrélée avec une augmentation du risque de démence,.

### Digestion
Une étude de 1999 a montré que le café ne provoque pas d'indigestion, mais peut favoriser le reflux gastro-intestinal. Deux revues d'études cliniques sur des personnes se remettant d'une chirurgie abdominale, colorectale et gynécologique ont montré que la consommation de café était sûre et efficace pour améliorer la fonction gastro-intestinale postopératoire,.

### Mortalité
En 2012, la National Institutes of Health-AARP Diet and Health Study a analysé la relation entre la consommation de café et la mortalité. Ils ont constaté qu'une consommation plus élevée de café était associée à un risque de décès plus faible et que ceux qui buvaient du café vivaient plus longtemps que ceux qui n'en buvaient pas. Cependant, les auteurs ont noté que « [leurs] données ne permettent pas de déterminer s'il s'agit d'un résultat causal ou associatif ». Une méta-analyse de 2014 a montré que la consommation de café (4 tasses/jour) était inversement associée à la mortalité toutes causes confondues (risque inférieur de 16 %), ainsi qu'à la mortalité due aux maladies cardiovasculaires en particulier (risque inférieur de 21 % pour la consommation de 3 tasses/jour), mais pas à la mortalité due au cancer. D'autres méta-analyses ont corroboré ces résultats, montrant qu'une consommation plus élevée de café (2 à 4 tasses par jour) était associée à une réduction du risque de décès, toutes causes confondues,. Une étude de cohorte prospective largement citée, portant sur dix pays européens en 2017, a confirmé le lien entre la consommation de café et la réduction du risque de décès par diverses sources.

### Maladies cardiovasculaires
La consommation modérée de café n'est pas un facteur de risque des maladies coronariennes du cœur. Une méta-analyse de 2012 a conclu que les personnes qui buvaient des quantités modérées de café avaient un taux d'insuffisance cardiaque plus faible, l'effet le plus important étant observé chez celles qui buvaient plus de quatre tasses par jour. Une méta-analyse de 2014 a conclu que les maladies cardiovasculaires, telles que les coronaropathies et les accidents vasculaires cérébraux, sont moins probables avec trois à cinq tasses de café non décaféiné par jour, mais plus probables avec plus de cinq tasses par jour. Une méta-analyse de 2016 a montré que la consommation de café était associée à un risque réduit de décès chez les patients qui ont eu un infarctus du myocarde.
La consommation de quatre tasses de café ou plus par jour n'affecte pas le risque d'hypertension par rapport à la consommation de peu ou pas de café ; cependant, la consommation d'une à trois tasses par jour peut présenter un risque légèrement accru.
La méthode de préparation du café joue un rôle majeur dans l'élévation du taux de cholestérol sanguin qui a été mesurée à travers plusieurs études récentes,. En effet, les méthodes de préparation sans filtre (espresso, cafetière à piston, café grecque et turc notamment) conduisent à une plus grande teneur en diterpènes (kahwéol et cafestol), facteurs d'augmentation du cholestérol, par rapport au café filtre. Il est désormais établi que le cafestol est la molécule augmentant le plus fortement le taux de cholestérol sanguin parmi toutes les molécules présentes dans l'alimentation humaine.

### Santé mentale
Selon le NHS britannique, le fait d'éviter de consommer du café peut réduire l'anxiété. La caféine, principal ingrédient actif du café, est associée à l'anxiété,. À fortes doses, généralement supérieures à 300 mg, la caféine peut à la fois provoquer et aggraver l'anxiété. Pour certaines personnes, l'arrêt de la consommation de caféine peut réduire considérablement l'anxiété. Le trouble anxieux induit par la caféine est une sous-classe du trouble anxieux induit par une substance ou un médicament. Les populations qui pourraient être les plus touchées par la consommation de caféine sont les adolescents et les personnes souffrant déjà de troubles anxieux. Les recherches préliminaires ont indiqué la possibilité d'une relation bénéfique entre la consommation de café et la réduction de la dépression,,. Les recherches préliminaires à long terme, y compris l'évaluation des symptômes de la démence et des troubles cognitifs, n'ont pas permis de conclure que le café avait un effet sur les personnes âgées, principalement en raison de la mauvaise qualité des études,. Une étude de 2021 montre toutefois une correlation entre consommation excessive de café et risque de démence.

### Maladie de Parkinson
Les méta-analyses ont montré de façon constante que la consommation de café à long terme est associée à un risque moindre de développer une maladie de Parkinson.

### Diabète de type II
Dans une revue systématique et une méta-analyse de 28 études observationnelles prospectives, représentant plus d'un million de participants, chaque tasse de café et de décaféiné supplémentaire consommée dans une journée a été associée, respectivement, à une réduction de 9 % et 6 % du risque de diabète de type II.

### Cancer
Les études sur les effets de la consommation de café sur le risque de cancer concluent généralement à l'absence d'effet, ou qu'il réduit le risque de cancer,. Une étude de 2011 a montré qu'une consommation régulière de café jusqu'à 6 tasses par jour réduisait le risque de plusieurs types de cancer, mais seuls les effets sur le cancer du foie et le cancer de l'endomètre sont étayés par des preuves très évocatrices. Son activité anticancéreuse potentielle n'est pas complètement comprise. Après avoir été classé pendant 25 ans comme cancérigène possible (liste 2B) par le Centre international de recherche sur le cancer parce qu'il était soupçonné de favoriser le cancer de la vessie, le café a finalement été retiré de la liste en juin 2016, après réexamen des études médicales sur le sujet. Cependant, le café contient une certaine quantité d'acrylamide, qui est une substance générée dans des aliments très brûlés, très rôtis ou très torréfiés, et qui est considéré comme contribuant à l'apparition du cancer,.  Selon un rapport publié par SumOfUs, organisation internationale d’alerte sur la consommation, les taux d’acrylamide dans de nombreux produits alimentaires sont très supérieurs aux recommandations, et a même trouvé un café avec 42 fois plus d'acrylamide que la recommandation officielle. Le manque de transparence dans le développement alimentaire, et les inspections de qualité et leurs certificats, peuvent influer sur cela.

## Économie
Avec moins de dix millions de tonnes produites annuellement, le café est un produit agricole nettement moins important en tonnage que ceux dominant le marché mondial (canne à sucre, céréales). toutefois, le prix relativement élevé de la matière première donne une valeur importante au marché du café : les échanges mondiaux de café représentent entre 10 et 15 milliards de dollars selon les années. Plus de 2,25 milliards de tasses de café sont consommées dans le monde chaque jour.

### Production

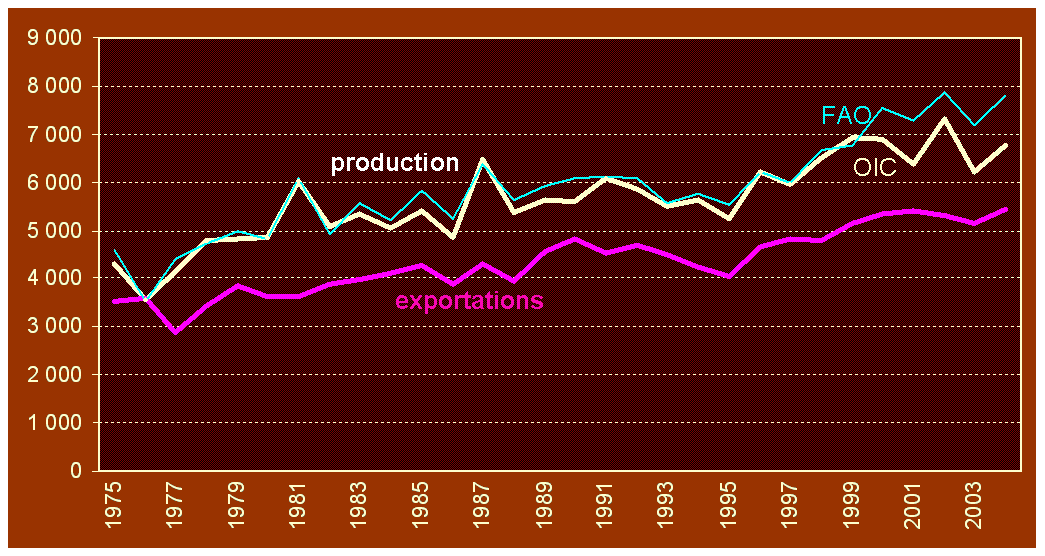
Volumes mondiaux de café vert produits et exportés de 1975 à 2004 (en milliers de tonnes selon l'OIC et la FAO).

Depuis le début du XXe siècle, la production mondiale annuelle croissante dépasse les cent millions de sacs, ce qui correspond à six à sept millions de tonnes, alors qu'en 1825, on ne produisait que cent mille tonnes. Plus de 80 % des sacs sont exportés chaque année.
Près de 90 pays exportent des cerises de café, dont 60 en développement, le café constituant l'essentiel des revenus d'exportation de pays comme le Burundi, l'Éthiopie, le Rwanda ou autrefois Haïti. Le plus gros producteur est de loin le Brésil (près de 30 % de la production mondiale en 2015), suivi par le Viêt Nam, la Colombie, l'Indonésie, l'Éthiopie.
Les données statistiques sur la production agricole mondiale de café diffèrent légèrement selon qu'elles proviennent de la FAO (établies sur un mode évaluatif) ou de l'OIC (établies sur un mode déclaratif). Ces données sont cependant suivies mensuellement par l'OIC et recoupées entre elles, ce qui fait de l'Organisation la réelle source de référence reconnue pour les marchés internationaux. Quoi qu'il en soit, au-delà des crises de surproduction ponctuelles et des différences d'inventaire, les volumes produits, échangés et consommés suivent une tendance haussière.
La production fait vivre environ vingt-cinq millions de personnes, essentiellement des petits producteurs alors que l’importation, la transformation et la distribution font vivre environ cent à cent dix millions de personnes.
Principaux pays producteurs en 2018
| 1                | Brésil       | 3 556 638  |
| 2                | Vietnam      | 1 616 307  |
| 3                | Indonésie    | 722 461    |
| 4                | Colombie     | 720 634    |
| 5                | Honduras     | 481 053    |
| 6                | Éthiopie     | 470 221    |
| 7                | Pérou        | 369 622    |
| 8                | Inde         | 326 982    |
| 9                | Guatemala    | 245 580    |
| 10               | Ouganda      | 211 200    |
| Monde entier     | Monde entier | 10 303 122 |
| Source : FAOSTAT |              |            |

### Importations

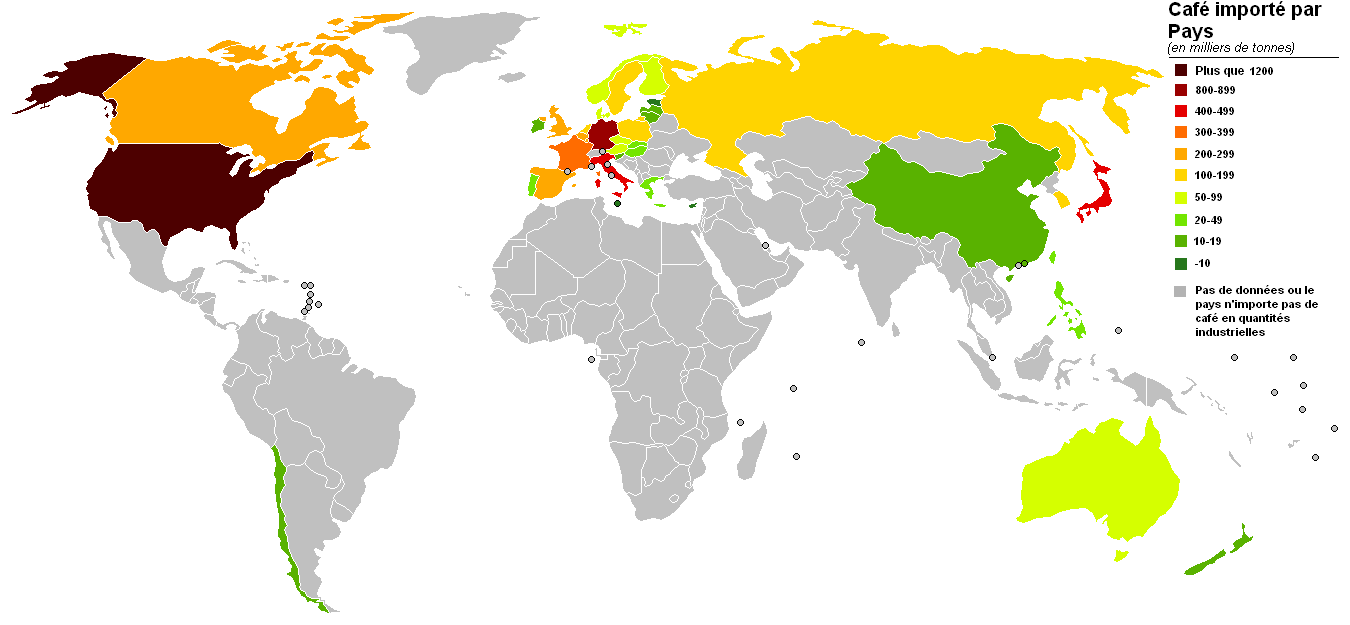
Café importé par pays en 2005 (USDA). Cette carte détaille les importations brutes, quelle que soit l'utilisation faite du café importé. Certains pays réexportent une grande partie du café importé.

Le café est la culture commerciale par excellence : il est produit exclusivement au Sud mais se consomme essentiellement au Nord. Les pays industrialisés consomment environ 70 % du café produit dans le monde. Les États-Unis sont les plus gros consommateurs, mais l’Europe a la consommation par habitant la plus élevée : jusqu’à 10 kg, ou même plus, par habitant et par an en Finlande et dans les pays scandinaves. En comparaison, la majorité des pays du Sud a une consommation annuelle inférieure à 4,5 kg/hab. En Amérique centrale, plus de 90 % du café est destiné à l’exportation. Toutefois, la consommation de certains pays du Sud, comme le Brésil, augmente rapidement.
Cinq acheteurs acquièrent presque la moitié de la production mondiale : Kraft, Nestlé, Procter & Gamble et Jacobs Douwe Egberts, dont les ventes annuelles génèrent des profits de l'ordre du milliard de $ US, et Tchibo.

### Cours du café
Le cours du café est fixé dans les bourses de commerce internationales de matières premières : la bourse de New York traite essentiellement le café arabica et celle de Londres le robusta. Les actes d’achat et de vente du café reposent sur des contrats à terme, chaque contrat portant sur 37 000 livres d’Arabica (16,78 tonnes) ou 5 tonnes de robusta. Les pays exportateurs ont créé en 1993 l’Association des pays producteurs de café (ACPC), sur le modèle de l’OPEP, pour tenter de rétablir la politique de restriction des exportations et de faire remonter les cours. L’annonce de son plan de rétention volontaire des exportations a suscité une vive réaction au Nord, notamment de la part des États-Unis, qui ont alors quitté l’OIC.
Malgré l’échec des accords, leurs partisans font remarquer que le café et les produits agricoles en général ne sont pas des marchandises ordinaires car les caractéristiques physiques des cultures pérennes limitent la possibilité pour les producteurs d'ajuster l'offre séance tenante, ce qui s’accorde mal avec une logique de marché. Selon certains économistes, en l’absence de mécanisme régulateur de la production, de l'offre ou des prix mondiaux, le mécanisme du marché et de la concurrence entre producteurs et consommateurs donnerait lieu à un phénomène de « réaction excessive », caractérisé par l'apparition d'un cycle de surproductions et de pénuries.
Malgré la volatilité croissante dans le cours du café, dans les dernières années[Quand ?] le prix du café a été généralement élevé par rapport aux niveaux historiques[Lesquels ?]. Cependant, ces prix élevés ne se traduisent pas forcément par de meilleurs revenus des producteurs, à cause de la hausse des coûts de production.

### Crise des années 1990
L'arrivée extrêmement agressive du Viêt Nam sur le marché du café, combinée à l'énorme expansion de la culture au Brésil, sont les deux principales raisons invoquées pour expliquer la chute du cours du milieu des années 1990. Le déclin des prix a cessé depuis 2004, probablement grâce à l'augmentation de la consommation en Chine, en Russie et au Brésil et à une diminution ponctuelle de la production mondiale d'autre part.
Les pays les plus dépendants du café pour leurs exportations ont dû faire face durant cette période à un grave déséquilibre de leur balance commerciale, qui a conduit à une augmentation de leur endettement. Cette crise a été une catastrophe pour le développement, dont les effets seront encore ressentis pendant longtemps.

### Commerce équitable
Le café est un des produits phares du commerce équitable. Il fut choisi comme un symbole notamment parce qu'il était le produit le plus exporté après le pétrole et que son prix était fixé par les cours de la bourse des marchés internationaux, bien qu'il soit majoritairement produit par de petits paysans et entreprises familiales.
Les acheteurs affiliés à ce programme s'engagent à acheter le café à un prix minimum même si les cours mondiaux sont inférieurs à ce seuil. Ce prix minimum, couplé à un préfinancement des récoltes et une garantie d'achat sur plusieurs années a permis à de nombreux petits producteurs d'améliorer leurs conditions de vie et de ne pas plonger dans la misère lors de la crise du café de 1997.
Le programme garantit aussi le versement d'une prime de développement destinée à la mise en place de programmes alimentaires, de santé ou d'éducation.

### Café biologique
Un autre type de production, considérée comme plus éthique, est l'agriculture biologique, la seule garantie sans utilisation de pesticides de synthèse.
Certains produits combinent les standards équitable et biologique.

### Café de spécialité

#### Naissance du café de spécialité
Le café de spécialité trouve ses origines dans la quête d'une qualité supérieure et d'une traçabilité plus rigoureuse du café. Ce mouvement a pris de l'ampleur dans les années 1970. Ce concept a été popularisé par des pionniers comme Erna Knutsen qui a utilisé le terme "café de spécialité" pour la première fois en 1974 dans un numéro du Tea & Coffee Trade Journal, pour faire référence à des grains issus de micro-lots uniques et de qualité exceptionnelle. Erna Knutsen (1921-2018) est une figure emblématique de l'industrie du café, souvent surnommée la "mère du café de spécialité". Née en Norvège et immigrée aux États-Unis, elle a débuté sa carrière dans le café dans les années 1970 travaillant pour une entreprise d'importation du café à San Francisco. Son engagement à promouvoir la qualité, la traçabilité et la diversité dans le café a joué un rôle central dans l'émergence du mouvement à l'échelle mondiale.

#### Définition du café de spécialité
Un café de spécialité se définit par le respect de critères rigoureux en matière de qualité et de traçabilité, établis par la Specialty Coffee Association et le Coffee Quality Institute. Des experts certifiés (Q Graders) procèdent à une dégustation et attribuent une note aux cafés. Si ce score atteint ou dépasse 80 points sur 100, le café est alors classé parmi les cafés de spécialité. Les experts procèdent également à une analyse du café vert (non torréfié) : sur un échantillon de 350 grammes, il comptent le nombre de grains présentant des défauts. Pour entrer dans la catégorie "café de spécialité", il ne doit pas y avoir plus de 5 défauts de catégorie 2 et aucun défaut de catégorie 1. Ainsi la Specialty Coffee Association (SCA) a développé un protocole strict pour assurer une une évaluation fiable et standardisée des cafés. Ce protocole prend en compte plusieurs facteurs : la torréfaction, le dosage, la température de l'eau, le temps d'infusion, et le matériel utilisé. Une grille d'évaluation détaillée est également appliquée pour noter les aspects suivants des cafés : fragrance, flaveur, arrière-goût, acidité, amertume, corps, douceur, clarté, uniformité et impression générale.

#### La Specialty Coffee Association (SCA)
La SCA est une organisation internationale destinée à la promotion de l'excellence dans l'industrie du café. Fondée en 1982, la SCA réunit producteurs, torréfacteurs, baristas et autres acteurs du secteur autour de valeurs commune de qualité, d'éthique et de durabilité. Elle établit des normes rigoureuses pour la production, la torréfaction, et la dégustation du café, contribuant à élever les standards de l'industrie. En plus de ses programmes de formation et de certification, la SCA organise des événements comme les championnats mondiaux de barista.

### Facteur de développement économique

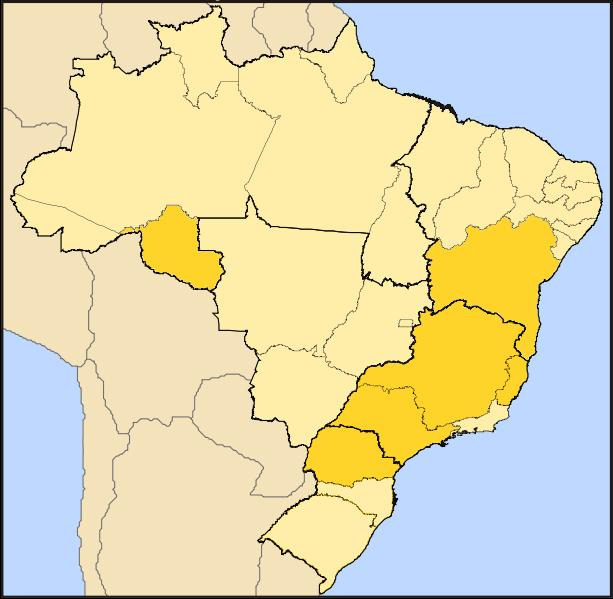
Les zones productrices de café au Brésil (orange foncé) sont situées dans le sud du pays.

Les cours élevés du marché en 1830 incitent les entrepreneurs du Brésil à passer de l’exploitation de l’or à celle du café, jusque-là réservé à la consommation locale. Cette décision s’accompagne d’importants investissements.
Entre l’abolition de l’esclavage en 1888 (le Brésil est le dernier pays à le faire) et l’année 1928, la force de travail est renforcée par une immigration massive de 3,5 millions de travailleurs. Le café représente alors 63 % des exportations du pays. Les gains engrangés par ce commerce permettent une croissance économique soutenue au pays.

### Café et changement climatique
Le changement climatique menace la structure de la culture du café telle qu'elle existe aujourd'hui. Depuis 1980, le café est de plus en plus exposé au risque de mauvaises récoltes synchronisées. En outre, la trajectoire du réchauffement de l'atmosphère conduit à un fort assèchement de l'air. Les principaux pays exportateurs de café (le Pérou, le Honduras, le Venezuela, l’Ethiopie, le Nicaragua, la Colombie et le Brésil ; 81 % de la production mondiale) devraient franchir un seuil de déficit de pression de vapeur (indice qui indique quelle quantité d’eau est extraite d’une plante) provoquant une chute des récoltes d'arabica.

## Succédanés
Il existe de nombreux succédanés de café qui sont utilisés pour pallier les pénuries — notamment pendant la seconde guerre mondiale —, pour éviter la caféine ou pour limiter le bilan carbone de son alimentation. En France, la chicorée n'a cessé d'être produite depuis la guerre, comme l'orge nue en Italie.
Trois grands ensembles se différencient : les céréales (froment, orge et son malt, petit épeautre, seigle), les légumineuses (pois chiche, soja, lupin, lentilles, café puant, chicot du Canada) et d'autres familles (chicorée, gland doux de chêne, noyau de datte)[source insuffisante].
Si certaines de ces boissons ont un usage similaire au café et s'en rapprochent de par leur saveur, elle n'en sont pas, l'odeur est notamment jugée très différente. Au XXIe siècle en France, ces boissons sont des alternatives haut de gamme plus chères que le café lui même.

## Impact environnemental

### Café issu de la déforestation
Le café, comme d'autres produits (soja, huile de palme, cacao...) peut être issu de la déforestation.

### Règlement européen visant à bannir les produits issus de la déforestation
Le règlement européen visant à bannir les produits issus de la déforestation a été adopté par le Parlement européen le 19 avril 2023. Pour le café, cela concerne :
- le café, même torréfié ou décaféiné ;
- les coques et pellicules de café ;
- les succédanés du café contenant du café, quelles que soient les proportions du mélange.